# 赵紫阳
赵紫阳（1919年10月17日—2005年1月17日），原名赵修业，河南滑县人，中国共产党和中华人民共和国政治人物，原正国级领导人，曾任中华人民共和国国务院总理、中国共产党中央总书记。赵紫阳主持1980年代后期中国政治体制改革、平息反对资产阶级自由化运动，被视为党内改革派领袖之一，为中国民主运动作出贡献。1989年「六四事件」中，因與邓小平等其他中共領導人的分歧，在中共十三届四中全会上被撤销党内一切领导职务，此後遭受長期软禁。
赵紫阳于1938年2月加入中国共产党。抗日战争时期，任中共滑县工委书记、县委书记，中共豫北地委组织部部长，宣传部部长，中共冀鲁豫边区地委书记，冀鲁豫军区第四军分区政治委员。第二次国共内战时期，任桐柏军区副政治委员、中共南阳地委第一任书记兼南阳军分区政治委员。中华人民共和国成立后，任中共中央华南分局副书记，中共广东省委书记处书记、第二书记、第一书记。文化大革命时期遭迫害，此后担任中共内蒙古自治区委书记、广东省委第一书记、中共四川省委第一书记兼成都军区第一政治委员、全国政协副主席等职，1970年代末和80年代初流传「要吃米找万里，要吃粮找紫阳」的说法。
赵紫阳于1980年中共十一届五中全会当选中共中央政治局常委，在1981年中共十一届六中全会当选中共中央副主席。先后担任国务院总理和中共中央总书记，成为中共第二代领导集体核心成员之一。在任期间，他参与启动和领导的改革运动为中国大陆从计划经济转变为全球性的市场经济奠定基础。除大力发展市场经济外，他还积极提出并设计政治体制改革方案，推进改革开放深化，一度被认为是邓小平的接班人。1989年「六四事件」中，中国大陆官方宣称其“犯了严重错误”，在中共十三届四中全会被免去党内外一切领导职务，仅保留党籍。最终在软禁中度过生命最后16年。他长期患呼吸系统和心血管系统的多种疾病，多次住院治疗，后病情恶化，抢救无效，2005年1月17日在北京逝世，终年85岁，他的遗体2005年1月29日在八宝山革命公墓火化。最终其骨灰于2019年10月18日下葬。

## 生平

### 早年经历
趙紫陽1919年10月17日生於河南滑縣桑村鄉趙莊。父親趙廷賓，字良鄉，又名秋喜，家中有數十畝田地，是當地的地主，但平日樂善好施，得村民愛戴；他與髮妻劉氏得一子，取名趙修業。1927年，趙紫陽進入位於桑村鄉的縣立第十七小學讀書。1932年6月在桑村小學的一間簡陋的教室裡宣誓加入中國共青團（其介紹人就是校長楊慶然和兩位教員胡敬一、聶真，三人均為中共地下黨員）。後由於中共準備的夏季滑縣暴動和其他起義遭鎮壓，地下黨組織解散，趙修業與組織失去聯繫。趙在準備這次暴動時領導農民進行土地革命，打倒地主分田地；他還將自家的田地和牲畜分發給農民和賣掉，費用獻給黨組織，引起父親趙廷賓不悅，但是他還是成功說服父親。
1932年秋天，趙父送趙到縣立第一小學讀書。1933年夏天，趙成功考取開封的省立初級中學（今開封高中），中學時期，他成績優異，多次獲得校方頒發的獎學金。1935年北平的一二九運動爆發，趙與同學參加聲援北平學生的活動，當時還是初中生的他參加開封高中學生發動的臥軌請願行動，要求政府停止進行內戰，出兵抗日。1936年，趙考入武昌高級中學。在武漢，他將自己的名字改為紫陽。

### 革命時期

#### 抗日戰爭時期
1937年，卢沟桥事变发生后，中国进入全面抗战状态。时年18岁，正在武汉读书的赵紫阳因战争辍学，返回家乡组成抗日团体，1938年2月赵紫阳与中共组织取得联系，之后被中共派往冀魯豫省委黨校學習。同年5月，加入中國共產黨；9月，學成回到滑縣，年仅20岁的他被中共委任为滑縣工作委員會書記，大量發展黨員。1939年春，滑縣工委改稱縣委，趙紫陽改任縣委書記，擁有不小的地盤和地方武裝。

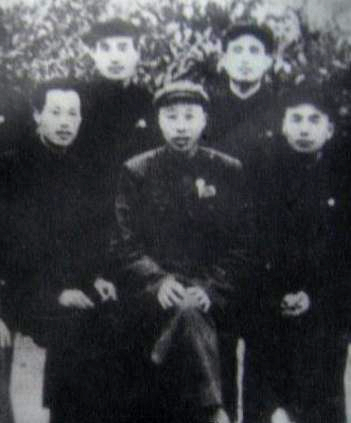
1949年赵紫阳（第一排左一）与南阳地委领导成员

1939年，在趙紫陽的策動下，他的老同學、原中國國民黨籍的滑縣縣長陳曙輝率軍投靠中國共產黨，宣布脫離國民黨領導，接受中國共產黨的改編。此大膽且成功的舉動使趙紫陽更受上級重視。同年6月，趙紫陽上調成為中共豫北地委宣傳部長，他因此認識宣傳部幹部梁伯琪，兩人之後結為連理。1940年6月，任中共晉豫魯冀邊區第二地委（後改為第六地委）書記，1943年改任中共豫魯冀邊區第四地委宣傳部部長，同年7月，趙紫陽在滑縣開展僱佃貧農運動和減租減息運動，調動地主和農民的積極性，其滑縣建設經驗受到鄧小平等人的讚賞。抗戰勝利時，趙紫陽已經是中共黨內頗具名氣的中層領導人。

#### 國共內戰時期

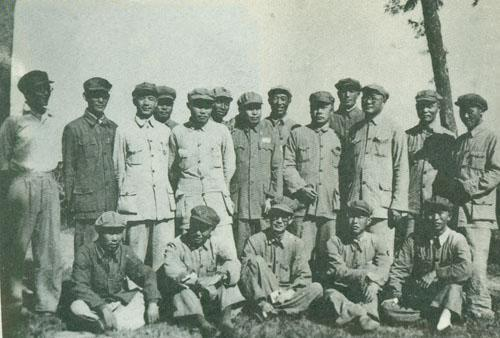
1948年夏，中原野战军部分领导人合影。前排右起钟汉华、赵紫阳、李雪峰；中排右起陈再道、杜义德、刘伯承、陈毅、王近山；后排右起范朝利和孔庆德。

1945年8月後，中共中央任命他為地委副書記兼軍分區副政治委員、冀鲁豫军区第四地委書記兼第四軍分區政治委員。同年春天，中央局書記鄧小平在山東冠縣舉行的土地改革問題的座談會特別肯定趙紫陽在滑縣的土改經驗，將趙紫陽的經驗推廣到中央局的所有轄區，趙紫陽因此在當時被稱爲“土地問題專家”。1946年5月，中共中央指示在全國的「解放區」開展大規模土地改革，已經創造出滑縣成功的農民運動經驗的趙紫陽再次受到重視。邓小平对身边的人说“将来我们解放了，像小赵这样的同志都是党的宝贝。”劉鄧大軍攻克滑縣之後，滑縣、衛南成為解放軍的重要後方。趙紫陽再次回到滑縣，主持徹底的土改運動，他堅持在土改中支持農民，對地主，根据罪惡的輕重施行文鬥、武鬥、反省三種形式輕重有別的懲罰。趙紫陽父親趙廷賓在這次土改期间，因財產流失導致情绪受刺激，肺心病发作去世。
1947年秋，赵紫阳率地方部隊隨晉冀魯豫野戰軍第十縱隊南下，中共中央任命他為中共桐柏區黨委副書記兼桐柏軍分區副政治委員。經過幾個月的戰鬥，中共最終在桐柏山站住腳跟。12月，中共中央中原局批准成立桐柏區黨委和桐柏軍區，司令员王宏坤，政治委员刘志坚，趙紫陽任軍區副政委和兼任桐柏區黨委副書記，趙紫陽主要負責土改工作和組織人事工作。1948年7月他在平氏會議宣布停止分土地、打土豪、亂沒收，有步驟地對已分土地的地區進行復查調查工作。1949年3月，為適應渡江作戰，桐柏軍區撤銷，趙紫陽改任中共南陽地委書記兼南陽軍分區政治委員。

### 廣東時期
1949年10月後，趙紫陽任中共中央華南分局常務委員、秘書長、農村工作部部長、副書記等職。1950年，擔任河南省南陽地區地委書記。1951年4月，他辭去南陽地委書記的職務，南調廣東，成為「南下幹部」的一員，協助陶鑄等領導廣東的土地改革工作。1965年，赵紫阳任中南局书记兼广东省委第一书记（同时增补的中南局书记还有李一清和金明），虽然赵紫阳从未当过中南局第一书记，但1965年46岁的他是当时全国最年轻的省委第一书记。王任重1966年接替陶铸为中南局第一书记。

#### 土地改革
當時中共在全國建政後不久，開展大規模土改運動。廣東當時由葉劍英任省委第一書記兼人民政府主席，他的兩名主要下屬古大存和方方主持土改。他們根據廣東獨特的社會和歷史現實，主張「寧慢勿亂」，并頒布《廣東土地改革實施辦法》，對廣東土改實行較溫和的手段路線，給大多數地主家庭以生活出路，不作過分清算。趙紫陽抵達廣州之後，很快就被任命為中共華南分局秘書長；1951年5月被增選為中共廣東省土地改革委員會副主任，主任為方方。而陶鑄任華南分局第四書記。他們上任後，對廣東的「溫情主義」式「和平土改」感到不滿，加上當時的地方幹部和南下幹部的矛盾尖銳，南下幹部受到地方幹部的排斥，他們打算仿效北方放手進行「疾風暴雨式」土改的意願受到阻撓。陶、趙於是向中央提交關於廣東土改的報告書，認為廣東土改落後和幹部不純。
1952年，毛澤東向廣東發出「依靠大軍，依靠南下幹部，由大軍和南下幹部掛帥」的土改政策。毛澤東的指示使廣東的政局形勢逆轉，葉劍英和方方都被批評作了檢查，他們被調離廣東，古大存的職權被架空。陶鑄升任華南分局第二書記，主持全面工作；趙紫陽稍後也升為華南分局副書記，兼分局農村工作部部長，主持土改工作，當時趙紫陽作為陶鑄的助手，從嚴從緊執行土改政策，親自批核了許多土改的決策。在当时极左氛围中，根据中央意见，陶鑄开展整頓幹部隊伍和「反地方主義」的運動，造成一系列冤假错案。

#### 合作化運動
1953年4月葉劍英上調武漢時宣布廣東全省土改工作勝利完成，農村的工作任務進入全力發展生產階段。當時的趙紫陽剛接管農業事務，他馬上發出穩定生產關係，扭轉農村混亂局面，保護私有制指示，成效較顯著。不過同年11月，毛澤東一聲令下，全國隨即放棄保護私有政策，開始農業合作化運動，對農村進行社會主義改造。數量指標式的合作化運動使廣東各地農村出現屠宰牲畜、砍伐樹木、變賣生產工具等情況，令生產遭到破壞。趙紫陽對此反復強調合作化的過程中要著重於農民的互利、生產的提高，注意循序漸進。但是毛澤東卻撰文讚揚貧下中農走社會主義道路積極性，批判右傾保守路線，提出不少冒進設想。鑒於毛澤東的權威，合作化運動按照其指示發展，中共中央最終在1956年秋宣布勝利。在合作化運動期間，趙紫陽的思想開始發生轉變，這種轉變受其上司陶鑄影響而來的；陶鑄在那幾年工作中，逐漸認識到原來的極左政策的錯誤和禍害，向劉少奇、鄧小平等人的溫和路線靠攏。陶鑄的轉變促成趙紫陽的思想轉變，陶鑄對他的思想影響一直持續到陶鑄逝世。

#### 反右运动
1957年，中共中央主席毛澤東掀起反右運動，陶鑄因為職責不得不劃定一大批知識分子為右派；趙紫陽由於主管農業，可以不參與劃右派的工作。不過在這種困難的環境下，陶鑄和趙紫陽頂住來自各方的壓力，暗中保護一批知識分子。他們發表文章宣傳大規模階級鬥爭已經結束，政府的重要任務應該是領導經濟建設，提高高級知識分子的積極性等觀點，趙紫陽還親自制定對高級知識分子的特殊生活補助和醫療保健政策。

#### 大躍進時期
从1953年开始，广东省积极发展农业生产，开展农业增产运动，大力兴修水利，开展农业技术改革，促进粮食增产。1955年秋收，潮安县县委称潮安县成为全国第一个水稻千斤丰产县。在1958年中央粮食征购指标提高的背景下，陶铸坚信1958年粮食大丰收，怀疑农村干部隐瞒产量，陶铸于1959年1月中旬到东莞调研后得出的结论为，生产大队隐瞒和动用由公社统一管理的粮食和资金。与此同时，赵紫阳到雷南县考察后认为雷南有瞒产问题，必须开展反瞒产运动。2月，赵上书毛泽东报告“反瞒产私分”的经验，毛当即批示向全国推行，“反瞒产私分”事实上误导中央。在赵紫阳进一步了解真相后，如实向中央报告，建议政府停止“反瞒产”。但是，“反瞒产私分”造成的影响已经难以挽回。中央肯定赵的报告，转发各省，号召全党说老实话、办老实事、做老实人。赵紫阳开始批判「共產風」、「浮誇風」，提出“按劳取酬”、“爱惜民力”、“不要愚公移山”的要求，強調按照客觀的條件和客觀的規律辦事，珍惜財力，不能單單依靠群眾熱情進行生產。在大躍進和三年困難時期期間，廣東在全國範圍內算是較沉著穩定、死亡人數較少的省份。
1960年3月，時任中共廣東省委書記處第三書記的趙紫陽來到南海縣一戶麥姓農家視察時，看到麥氏兩幼童兄弟為了舔一只飯勺裏的飯汁而打架，他感觸良多。趙紫陽回到省委後，一開口就對陶鑄說：「舊社會中，中國國民黨把人民逼反，今天，難道共產黨也要把人民逼反麼？」同年年中，陶鑄兼任中南局第一書記，使廣東省委大部分工作都由趙紫陽負責，趙紫陽決心開始實施對各方面工作的整頓。为了恢复生产，发展经济，赵紫阳经常下基层调研，了解基层情况，他不但与地、县、市的领导座谈，也到公社、大队座谈，听取干部和农民的意见、呼声和要求，帮助解决困难，及时发现问题，解决问题，听到哪个地方有增产的消息，他必实地察看，以总结经验。由于赵紫阳鼓励干部畅所欲言，当时佛山书记杜瑞芝、专员杨德元、张勋甫，顺德勒流公社黎子流，南海大沥公社陈贤芳，中山县委谢明仁，东莞县委书记林若，汕头书记刘俊杰，惠阳书记原鲁、李富林等等，都乐意与赵紫阳谈心，讲真话。

#### 省委书记
1960年11月，中共中央發出「十二條」，稱要堅決反對一平二調的「共產風」。上級的正式表態使趙紫陽終於可以放手整頓，於是他著力扭轉瀕于崩潰的廣東經濟。他表明不準刮「共產風」、搞平均主義，要重新找回共產黨的民主集中制和調查研究、實事求是的兩大優良作風。他對集體經濟的優越性已經產生懷疑，他在農業上大膽推行「三自一包」、「四大自由」等政策，實行獎罰制度，讓農民能夠自由生產，提高個體生產積極性。當時他向全省推廣清遠縣農民創造的「聯繫產量責任制」（與「包產到戶」模式大同小異），使廣東農村生產得以恢復，并推行农民可保「自留地」和养小量家禽等「土地政策」，至1963年，廣東經濟形勢基本得到好轉。
在對外關係上，他在廣東採取較自主對外政策，與劉鄧的「三和一少」相呼應，廣東的對外關係得到改善。如在粵港關係上，1961年2月，趙紫陽允許寶安縣的水庫向香港供水；隨後，粵港兩地又達成了東深供水工程的協議，解決了香港的淡水供應問題。在1962年，廣東民眾為了擺脫饑荒而掀起大規模的「逃港潮」，每天都有數千人衝過邊防線，中央下令廣東要將此事作為第一任務來抓。趙紫陽承受很大的壓力，不過他提出的對策則主要強調要「安排好群眾的生活，讓群眾看到前途，跟群眾做好思想工作，講明群眾在香港很難立腳，不動武，不進行清算」。赵紫阳富有同情心的做法贏得外界的好評。
1965年初，陶鑄專任中南局第一書記，不再兼任廣東省委書記；廣東省委第一書記的職位自然由趙紫陽正式繼承，46歲的趙紫陽成為當時全國最年輕的省委書記。上任不久，趙紫陽提出「建設社會主義新農村」政策，意圖改變農村落後的面貌，在農村實現水利化、化學化、電氣化、機械化，引進國外先進農場管理技術，但这些政策都被突如其来的文化大革命打亂。

### 文革時期

#### 文革初期
1966年4月，文化大革命開始的前夕，時任中南局第一書記兼任廣州軍區政委的陶鑄在中共八屆十一中全會上突然被提升，當選中共中央政治局常委，兼任中央書記處常務書記、國務院副總理、中宣部部長、中央文革小组顾问，排名僅次於毛澤東、林彪和周恩來。湖北省委第一书记，武汉军区第一政委，中南局第二书记王任重接替陶铸任中南局第一书记兼中央文革小组副组长，并随同陶铸进京。趙紫陽曾勸說陶鑄，說北京局勢兇險，這工作不適合他，但是陶鑄並未能聽從趙的勸告，上京赴任了。陶鑄上調中央後，趙紫陽在廣東失去保護他的最大屏障，在陶铸失宠之后，赵也被打倒。
一開始，廣東的紅衛兵運動雖然也在外地的影響下和中山大學、華南工學院學生的帶領下有所涌動，甚至發出一些質疑趙紫陽和省委的聲音，但是由於陶鑄晉升最高層，未有人敢公然批判陶鑄和趙紫陽的路線，加上陶鑄力保在廣東前線的趙紫陽，所以趙紫陽尚可以盡力將風起云涌的造反運動置於省委領導之下。但是，形勢很快發生逆轉，陶鑄在中央的短短半年間，沒有執行毛澤東的路線，反而竭力保護劉鄧和一大批老幹部，使他和江青為首的中央文革小組矛盾激發，毛澤東也決心打倒這個「鄧小平的代理」。1967年1月4日，陳伯達率中央文革全體成員接見「紅衛兵赴廣州專揪王任重革命造反團」，正式宣布陶鑄為中國「最大的保皇派」、「打倒陶鑄」。
陶鑄迅速被打倒了，之後上海「一月風暴」使造反派的奪權潮向全國蔓延。1967年1月21日，「廣東省革命造反聯合委員會」（省革聯，即红旗派）對廣東省委進行奪權。不過這次奪權只是象征性的，趙紫陽等人被带到中山大學主樓，和他們談判後協議由省革聯監督省委，省委繼續處理日常事務。但是更大的一場風暴很快來臨了，激进的红旗派掌控的省革聯和廣州軍區支持的偏于保守的东风派發生權力鬥爭乃至武鬥，1967年2月28日，廣州軍區對省革聯控制的《廣州日報》進行軍管，省革聯最終垮臺。1967年3月15日，廣東省軍事管制委員會成立，成為全省的最高權力機構，黃永勝為軍管會主任。
黃永勝控制整個廣東之後，趙紫陽因為是「陶鑄在廣東的代理人」而成為最重要的攻擊目標。他被羅列「八大罪狀」遭监护审查：
1. 兩面三刀，打著紅旗反紅旗；
2. 配合國內外階級敵人，猖狂向黨向社會主義進攻，大刮單幹風，破壞人民公社制度；
3. 用評功擺利，代替階級鬥爭，瘋狂地推行劉少奇的明左實右路線，破壞社會主義教育運動；
4. 打著建設社會主義新農村的招牌，推行修正主義路線；
5. 頑固地堅持劉、鄧、陶的資產階級反動路線，妄圖拒絕無產階級文化大革命；
6. 庇護牛鬼蛇神，陶趙互保，蛇鼠一窩；
7. 大耍象征性奪權的陰謀；
8. 地主階級本性不變，沉醉於發臭、腐爛的資產階級生活。

1970年6月30日，赵紫阳和夫人梁伯琪以及两个十六七岁的子女被下放到湖南省涟源县湘中机械厂劳动，1971年5月在周恩来的保护下，赵紫阳被分配到内蒙古担任自治区党委书记（当时设有第一书记）、革委会副主任。1972年，再度调任广东，被任命为广东省委第一书记、省革命委员会主任兼广州军区政委。

#### 主政四川
1975年初，邓小平回家乡四川考察，受文革负面效应影响，当时四川的状况令邓小平心寒，四川人民饱受饥饿之苦，经济上濒于崩溃，为改变四川面貌，邓小平任命赵紫阳主政四川，10月赵紫阳成为中共四川省委第一書記兼成都軍區第一政治委員。11月由四人帮掀起的“批邓反击右倾翻案风”运动在全国开展，到1976年，邓小平被打倒，赵紫阳因此受到牵连，1976年2月14日，“四人帮”点名批评赵紫阳大搞复辟倒退，10月四人帮垮台，邓小平东山再起，这为赵紫阳在四川顺利开展工作奠定基础。
在四川任職期間，赵紫阳全力投入恢复经济，发展工农业生产。在农业问题上放宽政策，提倡发展多种经营，减轻农民负担，让农民休养生息。政策取得显著成果，1977年相较于1976年，四川全省粮食总产量增长10%，1978年下半年，农村政策进一步放宽，将农民的自留地面积扩大至总耕地面积的15%左右，支持农民包产到户。随着家庭联产承包制的推广，赵紫阳又率先在四川进行全国最早的人民公社改建乡政府试点，为在全国范围内取消人民公社制度提供经验，他領導的四川與萬里領導的安徽遥相呼应，揭开了中国农村改革序幕，取得很好效果。當時有順口溜：“要吃米，找万里；要吃粮，找紫阳。”
赵紫阳在四川进行农业改革同时，也在探索工业改革，他在工业上实施的扩大企业自主权的方针和相配套的14项政策使试点企业真正成为主体，释放企业的活力，为促进工业发展，又出台对新的社队企业和城镇集体企业三年内免征所得税，对政策性亏损的产品实行定额补贴等一系列政策，这些政策积极促进四川工业生产和商业流通服务恢复和发展。试点企业的总产值、实现利润、上缴利润增长幅度均有显著提高。

### 改革开放

#### 任总理和总书记
华国锋于1977年提拔趙紫陽为中国共产党中央政治局候補委員，1979年成为正式委员。赵紫阳于1978年2月至1983年6月任全國政協副主席，1980年2月在中共十一屆五中全會當選中共中央政治局常委（排名第七），3月任中央财经领导小组组长，4月任國務院副總理。1980年8月第五屆全國人大第三次會議後，出任國務院總理。1981年6月在中共十一屆六中全會當選為中共中央副主席，党内排名从第七上升为第四。胡耀邦下台之后，时任国务院总理的赵紫阳于1987年1月在中共中央政治局擴大會議被推選為代總書記，同年11月在中共十三屆一中全會赵紫阳正式當選為中央委員會總書記，成为中共中央主要负责人，並任中共中央軍委第一副主席。1988年4月第七屆全國人民代表大會第一次會議被任命為國家中央軍委副主席。

#### 推进改革

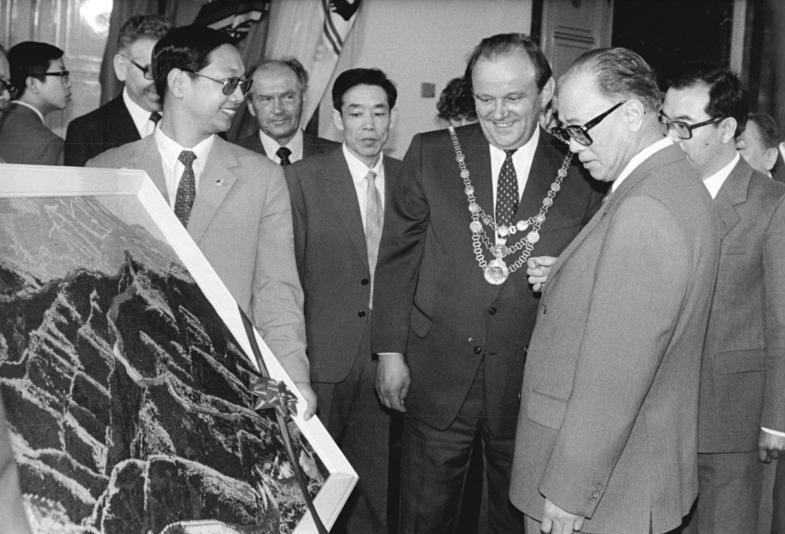
1987年6月10日，赵紫阳访问民主德国东柏林

在1980年代中國改革开放大潮中，军事上掌握大权的鄧小平、政治上主导平反冤案的胡耀邦、经济上推行改革的趙紫陽，这三駕馬車順應历史潮流，使百廢待興的中國总体出現向好發展勢頭。赵紫阳在價值觀上早已抛弃苏联公有制和計劃經濟模式，在改革實踐中为市場化與私有化奠定基礎。擔任國務院總理期間，趙紫陽是中國經濟體制改革的實際組織者和領導者。他促使國有企業所有權與經營權相分離，大膽引進並推動設立股票市場和期貨交易，還親自主導加入關貿總協定（即世界貿易組織前身）的總體設計，一步步引領中國從計劃經濟困境邁向市場化和全球化的坦途。西方观察家认为，中华人民共和国在赵紫阳担任国务院总理和中共中央总书记期间是建国以来最为开放的时期，许多对言论自由和出版自由的限制都有所放松，允许知识分子自由表达。当时政治上虽然没有完全实现民主，但在思想文化上充满民主氛围。

##### 经济方针
赵紫阳在1980年3月17日出任新成立的中央财经领导小组组长，开始主导中国经济政策，担任总理后更把自己在四川任职期间的经济政策推向全国。他的經濟改革以簡政、放權和鬆綁为主导，在農村下放土地使用權和鄉鎮企業經營自主權。1980年，赵紫阳对各省施行财政包干制度，使地方财政利益与市场化方向保持一致，从而形成抵制计划经济的力量，使反对市场化改革的政治势力难以逆转中国经济改革路径。这一改革，多年来一直遭到两股势力的攻击，一是主张恢复计划经济的政治势力，另一股势力是主张集权改革的知识分子。为引进外资、创造出口，他积极支持习仲勋、任仲夷等人在沿海省份建立的经济特区。同时在城市進行企業改革，如1982年减税让利、1984年利改税、1986年企业承包制和1988年股份制试验。通过一系列的改革，中国的农业和工业生产在1980年代快速提升，农业产量、国民生产总值、国民收入、外贸进出口总额等指数不断增长。
1984年是中国进入全面改革的阶段，从1984年第四季度起中国经济出现过热现象，赵紫阳提出软着陆政策，在他的主持下中国经济既获得降温，又没有出现衰退。1985年初推出的价格双轨制是中国经济向价格市场化过渡的开始，赵紫阳指出價格不在市場中形成的话，企業就不會有競爭力。然而大部分國企習慣听从指令，對市場價格反映不灵，所以價格改革採取放調結合，能放的一律放，一時放不了的先調，直至完全放開。随着中国对外开放政策不断向广度和深度发展，中国政府希望恢复中华民国时期在关税与贸易总协定中的席位，1986年1月10日，赵紫阳向关税与贸易总协定秘书长阿瑟·邓克尔第一次公开表达意向，赵紫阳说如果中国在关贸总协定的地位得以恢复，中国同关贸总协定成员国间的贸易往来将进一步扩大。1988年9月，在经济学家张五常安排下，赵紫阳与诺贝尔经济学奖得主、美国经济学家米尔顿·弗里德曼在北京会面。当年中国经济再度过热，主持经济改革政策的趙紫陽面临价格改革和企业改革的双重问题。5月经邓小平首肯，赵在中共中央政治局扩大会议上作《建立社会主义市场经济新秩序》的报告，提出用五年时间每年以一定价格上涨指数为代价，实现理顺价格、解决工资不合理的问题，实现价格闯关。自改革以来物价持续上涨的背景下，7月中国物价上涨幅度以19.3%创下新高，8月价格闯关的消息正式发布后，全国出现了大范围抢购并伴随通货膨胀。 上述恶性通胀是后期发生社会动荡的经济和时代背景。价格闯关的负面效应成为1988年9月中共十三届三中全會上「保守派势力」攻击趙紫陽領導的「改革派」主要把柄，改革派因通货膨胀受挫，倡導经济緊縮、治理整顿的保守势力再次崛起，保守派政策令人民對改革开放前景充满疑虑。

##### 政治发展
1980年代，儘管赵紫阳被一些人视为修正主义者，但他主张政府行政透明化和国家政策制定要听取民意的方针卻受到国民广泛欢迎。赵紫阳对社会主义定义跟中共党内保守派有很大不同，赵紫阳认为政治改革是社会主义面临的最大考验。他相信经济发展和政治民主是密不可分的。进入1980年代后期，赵紫阳和胡耀邦共同推进一系列大规模的政治改革，包括中共中央政治局选举，政府更加透明化，国家政策制定要更多磋商，官员对自己的错误要承担相应责任等。赵和胡进行大规模肃贪行动，允许对中共高干子女，特别是那些在其父母庇荫下发展起来的子女（太子党）实施调查，胡耀邦和赵紫阳的政策也招致中共党内许多掌权人士不满，1986年发生学潮后，胡耀邦受到纵容“资产阶级自由化”指责，一批党内元老迫使胡耀邦辞职。赵紫阳后来接任胡耀邦的中共中央总书记一职。赵紫阳在被任命为总书记一个月前，接受一場美国的電視采访時，表示自己不适合当总书记，更适合管理中国的经济事务。当时中外公认赵是邓选定的接班人。基于中国需要进行多样化的经济改革来刺激生产的前提，赵紫阳在1987年的中共十三大详细阐述社会主义初级阶段理论，指出这阶段要持续上百年。
1986年上半年，邓小平再次提出“政治改革”，并启动“政治体制改革”的研讨和制定；同年9月“中央政治体制改革研讨小组”成立，成员包括赵紫阳、胡启立、田纪云、薄一波、彭冲。1986年10月， 赵紫阳提议的中央研讨小组办公室成立（简称“中央政改办”），具体由鲍彤、严家其、贺光辉、周杰等人负责，并于次年向中央提交报告《政治体制改革总体设想》，获邓小平认可。以邓小平提出政治改革的言论为后盾，赵紫阳等人从目标、模式和进程等方面制定政治改革战略，提出在中国的改革目标中要实现政治体制现代化，政治改革的主题是从革命体制向建设体制转变，使中国的政治运作逐步走上程序化、规范化和制度化轨道。在邓小平主导下，赵紫阳等人设计一套破除旧体制弊端且可行的政治体制改革方案。针对旧体制中权力过分集中、人治色彩浓重、政治运作和信息不透明的弊端，他提出党政事务应该分开，在此之前这种言论是禁忌；其次，进一步下放权力，适于地方政府决策的事情都由地方直接定案；再次，改革官员任用制度以克服人事腐败，为建设高效稳定的公务员队伍提供制度保证；最后，建立社会协商对话机制，提高政府活动的开放度，重大情况知会人民，需经人民讨论，以逐步实现赵所倡导的政治开放。1987年10月，赵紫阳在中国共产党第十三次全国代表大会当选为中共中央总书记后，落实政治体制改革，同年12月3日，中共中央决定成立中共中央政治体制改革研究室。
在为民间创造活动空间上，赵紫阳为知识界与工人做了许多事情。赵紫阳对民主学说持开放姿态、擅于策略性地支持民主自由思想。1983年他与胡耀邦一起成功地抵制“清除精神污染”，1987年他使“反对资产阶级自由化”的破坏减低到最小限度。赵紫阳在策略性地尽快结束“反资产阶级自由化运动”之后，迅速扩大新闻自由，使中国经过1980年代三次反自由化运动后，還能出现一段宽松舆论环境，使得中国的“新启蒙”得以继续。但政治改革的启动不顺利，至1988年中期几乎陷于停顿状态。1989年突发「六四事件」后，赵紫阳视危机为契机，主张用和平手段解决问题以便推进政治改革，但学生运动最后武力镇压收场，赵紫阳的政治改革尝试宣告失败，被后来的上位者束之高阁。

##### 外交政策

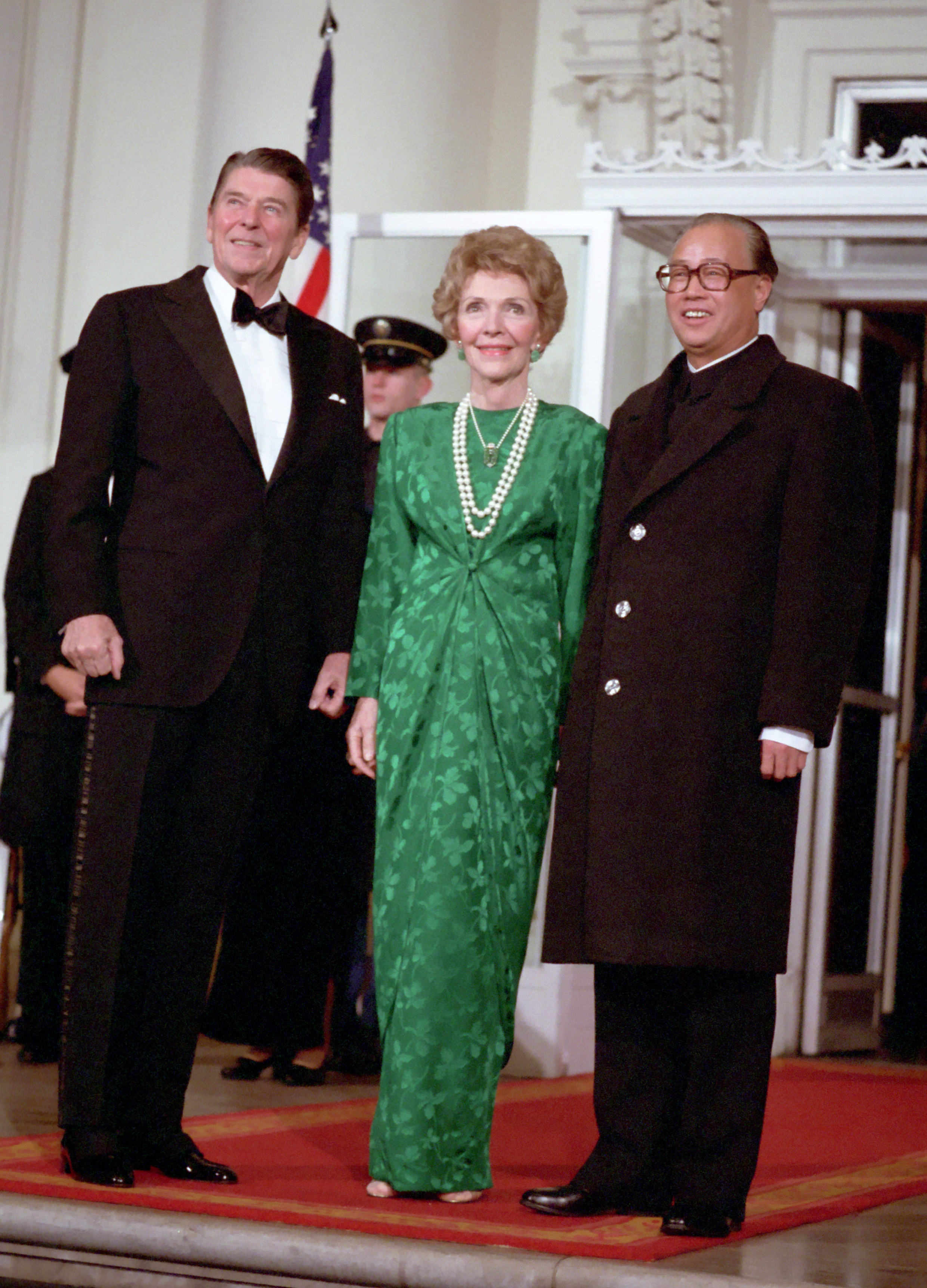
1984年访美，赵紫阳（右一）与美国总统里根夫妇晚宴前合照

1981年10月，赵紫阳在墨西哥坎昆举行的国际首脑会议上阐述中国关于改革国际经济旧秩序、建立国际经济新秩序的必要性和迫切性立场。赵紫阳提倡开放的外交政策，努力改善中国同西方国家关系，以使其支持中国经济改革。赵紫阳指出中国不依附于任何超级大国，中国在任何时候和任何情况下都坚持独立自主，对一切国际问题都根据其本身的是非曲直决定自己的态度和对策。中国判断是非的标准，就是看它是否有利于维护世界和平、发展各国友好合作和促进世界经济繁荣。
1980年代初，中苏开始讨论关系正常化，苏联主动提出举行中苏边界谈判。中国从安全立场出发，要求苏联从阿富汗撤军、停止支持越南以及削减在中国边境驻军。1982年9月27日，赵紫阳表示与苏联建立关系是有困难的，需要时间，苏联必须采取措施停止威胁中国安全，中国并不希望打苏联牌反对美国，打美国牌反对苏联，也不允许任何人打中国牌。1984年末中苏两国关系逐渐改善，12月21日时任苏联部长会议副主席伊万·阿尔希波夫与赵紫阳会晤，签订贸易合作协定。但中苏之间潜在地缘政治的敌对和互相猜疑并未消失。

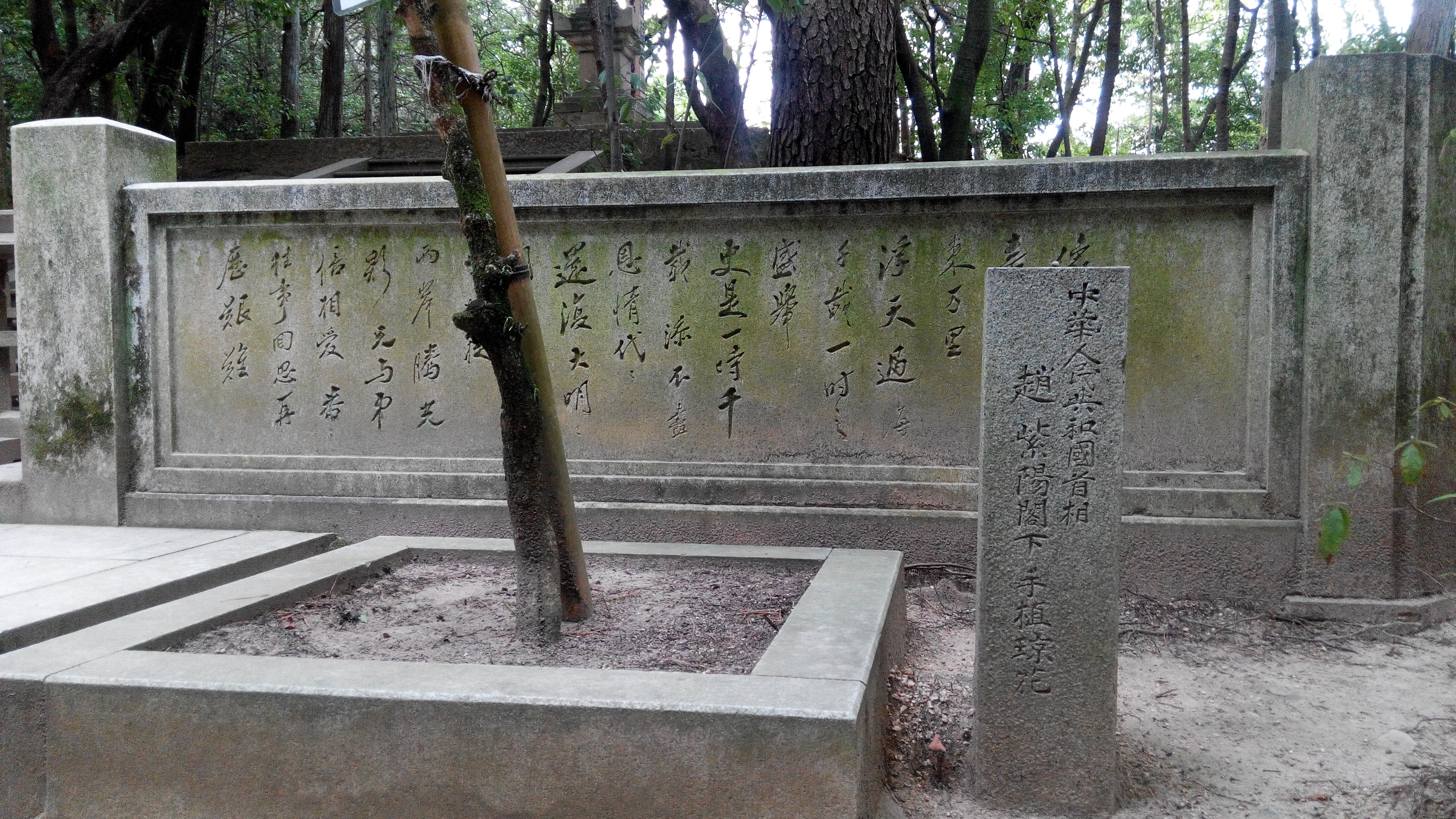
1982年6月，趙紫陽於日本唐招提寺鑑真和尚墓前栽種了一棵從揚州帶去的瓊花。

1984年1月，赵紫阳以中国总理身份对美国进行为期一周的访问。期间，美国时任总统里根对赵紫阳解放思想、坚持改革、勇于创新的作为表示赞赏，里根表示，赵紫阳所说的“同束缚生产力发展的各种经济形式和常规决裂”的话是具有远见的，被美国人民理解和赞赏。在赵紫阳到达美国前，里根1984年1月9日签署了一份当时被定为机密的文件。文件显示美国有意放开对中国的技术转让，将中国视为不结盟、但友好的国家。美国鼓励中国继续留在苏联势力范围外，鼓励中国放开极权政体，在经济上逐步走向市场机制，继续拓宽中国和主要工业化国家之间的纽带，如果上述两个目标能够实现的话，美国会帮助中国实现现代化，对中国宏大的现代化努力予以支持；美国认为一个强大、稳定的中国将逐渐有助促进亚洲以及世界范围内的和平。在军事方面，美国希望进一步加强与中国军事合作，共同面对来自苏联的威胁，帮助中国提升军事防御能力，适当程度上提供民用和军事技术转让。访问结束后，中国外交部发文指出赵总理对美国的访问在对外政策进一步显示中国独立自主形象，提高中国国际威望，得到国际舆论广泛报道与好评。通过发表讲话、电视采访、回答问题，向美国人民介绍中国内外政策，扩大影响。另一方面，美国人民对中国还不很了解。赵总理有针对性的讲话和回答问题，收到了很好的效果。
1984年12月19日，趙紫陽代表中華人民共和國政府與英國首相戴卓爾夫人簽署《中華人民共和國政府和大不列顛及北愛爾蘭聯合王國政府關於香港問題的聯合聲明》，確認中華人民共和國決定於1997年7月1日對香港恢復行使主權。
在对第三世界国家的政策上，中国不再进行意识形态的扩张，对激进政体的支持逐渐下降，对外援助总额不断缩减。与经济发展相比，虽然非洲等地区不再被视为与苏联外交争夺战的地域，但非洲仍是中国对第三世界开展外交政策的重点地区，在外援总额下降同时，仍然增加对非洲援助。1982年底至1983年初，赵紫阳访问非洲，提出中国同非洲国家经济技术合作四项原则，赵紫阳认为中非经济合作应扩展到双方相互来往，而不是中国单方面援助。1984年6月11日，意大利共产党总书记恩里科·贝林格去世，在挪威访问的赵紫阳缩短行程，前往意大利出席其葬礼。多国政要也出席此次葬礼，其中包括苏联的戈尔巴乔夫。

#### 党内斗争
在华国锋下台、邓小平重新掌权后，他与陈云、李先念等在权力分配和治国理念上存在分歧。胡耀邦于1987年1月被迫辞职后，邓小平提议由赵紫阳代理总书记，但是以陈云、李先念等人为首的保守集团中意邓力群，王震四处活动支持邓力群，甚至当面劝赵紫阳不要当总书记。赵紫阳原本没有当总书记的意愿，更愿意在总理职位继续经济改革，但是保守派的活动引起赵紫阳警觉，若由邓力群接任总书记，反自由化形势会更加严峻。虽然最终邓小平在党内的政治较量占据上风，赵紫阳成功代理总书记，但是陈云势力仍有巨大影响力。这批势力因经济改革出现问题开始质疑改革开放，认为改革搞糟了，不如回到计划经济。
从1987年开始，赵紫阳与中共内部反改革的教条主义势力关系紧张，矛盾激化。保守派刮起“倒赵风”和“反改革开放风”的同时，关于赵的儿子是官倒的谣传集中爆发。对此，赵紫阳主动提出调查自己家属，李鹏声称他无力阻止其子退出公司。赵下台后，中央对其子女进行调查，但没有查出问题。李鹏声称尉健行和吕培俭查明赵的长子倒彩电、次子倒汽车牟利数千万元。作家胡平称这是“倒赵派”的诬陷。1990年6月，王任重将调查赵的三十条材料交给赵，材料中没有其子的官倒问题。胡平说若赵的儿子存在官倒问题，李鹏仅在1989年6月的日记中提一句，之后却没有在这个问题大做文章，与李鹏的人品作风不符。
赵紫阳无法完全认同反自由化运动，若这场运动持续进行的话，十三大无法为深化改革开放定调。赵紫阳为此发文对反自由化作出严格规定，划定界限，明确自由化的概念为“反对共产党领导，主张全盘西化思潮”，这样就不会重复中共过去搞运动式的混乱。在反自由化氛围中，保守派势力企图把反自由化扩大，延伸至经济领域，党校出现反对“一个中心，两个基本点”、反对农村联产承包责任制的声音。赵紫阳向邓小平提出自由化干扰是一个时期的，长远看主要是来自“左”的干扰。邓小平赞同赵紫阳的看法。1987年夏，得知邓小平同意反左后，中宣部出现抵触情绪，赵紫阳对中宣部部长王忍之和副部长王维澄提出批评，但是赵紫阳深知中宣部的幕后是邓力群等人。早在1987年3月，赵紫阳就向邓小平提议让李瑞环到中宣部协助邓力群工作，这样就可以使下面有些意见能夠反映上来，中央意见也能更好贯彻下去。邓小平对此同意，但保守派元老陈云反对。
1987年，中共十三大前，赵紫阳向邓小平建议邓力群可以进中央政治局，给他一个发表见解的地方，但是不能进中央书记处，不再负责宣传工作。这事酝酿时，党内老同志李锐给赵紫阳写信反映邓力群延安时期生活作风和道德方面问题，认为邓力群品质不好又保守僵化，不应负责意识形态方面工作。赵紫阳把信转给邓小平，邓小平批示邓力群不再主管思想宣传工作。后来，由胡启立主管意识形态。但邓力群最终因为差额选举在中共十三大落选中央委员和中顾委常委，仅当选中顾委委员。中共十三届一中全会，赵紫阳正式当选中共中央总书记，同时出任中共中央军委副主席。赵紫阳在十三大定调，社会主义初级阶段两个基本点主要是反左。这更加引起保守派的不满，李先念在十三大后公开攻击赵紫阳，称赵紫阳学习西方国家的东西太多。
1988年5月13日，赵紫阳向思想理论界人士指出，反自由化运动开展以来，形势已发生变化，反自由化应该告一段落，之后主要进行日常教育。
中共中央书记处研究室是邓力群控制的保守派思想笔杆子大本营，聚集了一大批反对改革开放的写手，早在1985年底胡耀邦主持中央工作的时候打算撤销邓力群的书记处研究室主任职务，但是被陈云挡下。胡耀邦没有做成的事情，赵紫阳接着做，在邓小平支持下，赵紫阳将保守派大本营书记处研究室以及《红旗》杂志撤销。
1989年6月30日发表的《关于制止动乱和平息反革命暴乱的情况报告》称，自赵紫阳于1988年9月19日会见美国一位“极端自由派经济学家”（即米尔顿·弗里德曼）以后，一些与他“智囊团”有着密切联系的香港报刊开始大肆宣传“北京利用香港传媒倒邓保赵”的政治信息。时任杂志《九十年代》总编辑李怡在香港《信报》发表《大家长该退休了》的文章，宣传“排除超级老人政治的障碍”，“使赵紫阳有足够的权力”。香港《解放》杂志刊登文章，暗示北京与香港传媒界在这一政治动向上存在复杂关系。与此同时，北京《经济学周报》刊登了赵紫阳原秘书鲍彤的密切联系人严家其等人关于时局的对话，批评“治理整顿”可能导致经济停滞，并提出应避免“非程序化的权力更迭”，以此为赵紫阳辩护。这一对话随后被上海《世界经济导报》及香港《镜报》等媒体全文或摘要转载，引发进一步讨论。
赵紫阳晚年在自传中对此辩驳道：
他们最有兴趣的是我不可告人的动机和个人野心的问题。他们从海外报刊上摘引了一些风马牛不相及的材料，加上主观臆测，说什么1988年以来国内外刮起了一股 “倒邓保赵”风，以逼邓下台，把权力全部交给我，因为我是国内外反动势力心目中复辟资本主义的理想人物，把希望寄托在我身上。他们还把所谓新权威主义的问题也扯到里边，说搞资产阶级自由化的人，把我作为他们的新权威，《河殇》电视片就是为我造舆论的。认为我对1989年学潮之所以如此坚决地拒绝邓的主张，不是偶然的，是与这股风的呼应和配合，等等。还认为我是因为国内政治、经济困难，感到自己的地位不稳，为了推卸责任，捞取资本，而利用学潮达到保自己的目的。十三届四中全会所发的所谓背景材料，以及陈希同代表国务院向人大常委会所做的“六四”报告，李先念等人的发言，王任重给我的信中，都尖锐地向我提出了上述责问和指责。——赵紫阳，改革历程

### 六四事件

#### 因应对策
1989年4月因胡耀邦逝世引发学潮运动，胡耀邦的追悼会结束之后，赵紫阳对学潮运动提出的对策包括劝导学生復课，对学生要疏导，展开对话，力求缓和矛盾，不可扩大矛盾，避免流血，若有打砸抢等违法行为，要依法处理。邓小平也同意了赵紫阳这一温和的处理对策。但在赵紫阳访问朝鲜期间，国内当局將學潮定性為反黨、反社會主義的「動亂」，刺激學生發動「四二七大遊行」。5月3日，赵紫阳在纪念五四运动70周年的会议上发表讲话，他肯定了学生的爱国热情，但更多篇幅强调应该保持稳定，这份谈话缓和学生激动的情绪，有些学校已经复课。
5月4日，赵紫阳在会见亚洲银行理事时强调使用民主和法制的手段解决问题，并认为应当通过协商和对话，在理性和秩序的氣氛中解決，新华社发表了赵紫阳的讲话。但在各大學黨委書記會議上，何東昌等人散佈「趙紫陽的講話與四二六社論精神不一致」，引发學生絕食，绝食的目的是為了改變「四二六社論」的定性。
5月13日，赵紫阳在邓小平家谈到苏共中央总书记戈尔巴乔夫的来访问题，邓小平表示赵与戈尔巴乔夫会晤后，两党的关系就恢复了。在戈尔巴乔夫与邓小平会晤后，5月16日晚赵紫阳一开始会见戈尔巴乔夫时说戈与邓的会见是戈这次来访的高潮，接着就讲到邓在党内地位以及中共十一届三中全会的决定。赵紫阳的原话为：
|  | 同邓小平同志的高级会晤，是你这一次北京之行的高潮。邓小平同志自从1978年十一届三中全会以来，他是国内外公认的我们党的领袖。尽管在我们十三大，根据他的请求，退出了中央委员会，退出了政治局常委会，但是我们全党都知道，我们离不开他，离不开他的智慧和经验。我们在十三届一中全会有正式的决定，虽然这个决定没有公布，但是它是一个非常重要的决定：就是说我们在最重要的问题上，还需要他掌舵。这个消息我们没有向外公布过，今天是第一次向戈尔巴乔夫同志透露。 |

陈希同在1989年6月30日作出的《关于制止动乱和平息反革命暴乱的情况报告》中指责赵紫阳“利用会见戈尔巴乔夫的机会，有意识地把斗争矛头引向邓小平同志”。赵紫阳后来得知邓小平的家人及邓本人对讲话非常恼怒。究竟邓为何认为赵紫阳有意把他抛出来，要推卸责任，是什么人从中挑拨，赵始终不清楚。赵紫阳对讲话使邓产生误解表示遗憾，除了5月13日邓小平对赵紫阳表示自己与戈会晤后，两党的关系就恢复了，赵紫阳才自然而然向戈提到邓在党内的地位外，从中共十三大开始，在会见外宾时，他将邓在党内的决策地位通报给国外领导人特别是兄弟党领导人已经成了惯例，而这种通报完全是为了维护邓的地位。赵紫阳在晚年与姚监复的谈话再次解释，他的讲话不是要抛出邓小平，当时说重大问题要请示邓是党中央的决定，意在表明不是邓小平独断或恋权，本想通过公开解释来消解民间对邓小平垂帘听政的误解。赵在中共十三届四中全会的申辩也说这种决定在组织上是合法的。赵同时强调在此之前，邓是信任他的，4月23日赵紫阳訪問朝鮮前，邓有意将中央军委主席的职位让给他。
赵紫阳还准备开宣传会议以及登报解释邓小平在党内的地位，赵的秘书鲍彤起草的内容已经准备登报，内容主要讲邓在党内的贡献，从而肯定邓的地位，而之前给质疑邓的工人代表解释邓在党内地位问题时，工人代表们表示理解。然而5月17日发生的事情却迫使赵紫阳提出辞职，宣传会议及为邓小平贴金文章的登报计划因此中断。鲍彤指出在4月26日社论发出后，李鹏在各种场合说《人民日报》四·二六社论传达的精神是邓小平的精神。李鹏已经把邓小平抛出去了，根本不用赵紫阳把邓小平第二次抛出去，赵紫阳将邓小平抛出去的说法根本站不住脚。

#### 失势下台
5月17日，邓小平召开中央政治局常委会议。时任政治局常委的赵紫阳、李鹏、乔石、胡启立和姚依林出席，政治局委员兼国家主席杨尚昆列席，邓的秘书王瑞林担任记录。会上针对学生运动问题李鹏和赵紫阳激烈交锋。姚依林支持李鹏，胡启立支持赵紫阳，喬石中立，但比較偏向趙紫陽一方。邓小平最终表态反对“自由化”，要求党内保持一致。在此次会议，邓小平提出宣布“戒严”，打算使用军队镇压学生运动。原《人民日报》社长胡绩伟在2005年透露，当时同赵紫阳一样反对武力镇压学生的将军包括张爱萍、萧克、叶飞、李聚奎、杨得志、陈再道和宋时轮，他们表示中国人民解放军的枪口不能对准中国人民。5月18日，赵紫阳、乔石及胡启立到医院探望绝食送院的学生。同日李鹏和学生领袖在人民大会堂进行50分钟的对话。但双方态度强硬，最后不欢而散。国家教育委员会要求全国各地劝阻中小学生上街游行。5月19日，时任中共中央办公厅主任温家宝陪同赵紫阳於凌晨4時50分前往天安門廣場對學生發表談話：
|  | 我给同学们讲几句话。我们来得太晚了。对不起，同学们。你们不管怎么样说我们、批评我们，都是应该的。我这次来也不是请你们来原谅我们的，不是的。只是说，现在同学们的身体，到了现在，已经是非常地虚弱了。你们都是绝食到第六天……第七天了，不能再这样下去了。绝食时间长的话，这对身体会造成将来难以补偿的损伤。这个对生命有危险，大家都知道。 我说我觉得我们现在一定要、最重要的就是赶快结束这个绝食。赶快结束绝食。同学们，我也知道，你们这个绝食，是要达到你们……政府、党对你们所提的问题（给以）最满意的答复，但是我觉得，要满意的答复，我们这个对话的渠道还是畅通的。有一些问题，它还是需要一个过程才能解决。有一些譬如你们所提的性质、责任的问题，我觉得，终究可以解决，终究我们可以取得一致的看法。但是什么事情你们也知道，情况都是很复杂的，需要有一个过程。你们不能够在已经绝食六天到七天，现在还是要坚持这一条“一定达到满意了才停止绝食”，但是那个时候就晚了。没法补偿了。你们还年轻啊，同学们。还年轻，来日方长。你们应该健康地活着，看到我们中国实现“四化”的那一天。你们不像我们，我们都已经老了，无所谓。国家和你们的父母把你们培养抚育上大学不容易啊，现在十九岁、十八岁、二十几岁，就这样子……就这样子把生命牺牲掉啊？稍微理智地想一想啊！我今天不是来跟你们对话的，今天就是说，同学们能不能理智一些，想一想现在已经到了一个什么严重的情况。你们都知道，现在党和国家非常着急，整个社会可以说忧心如焚，整个北京都在议论你们这个事情！另外你们也知道，北京的情况也不能再继续下去了。这么大的城市，又是首都，各方面的严重的情况一天一天在增加。同志们都是好意，为了我们国家好，但是这个事情发展下去啊，不能够控制。造成各方面影响，你看，交通、运输、工作、看病等等。 总之就是这么一个心意。你们停止绝食，中国政府决不会就这样子，就把对话的门关起来了。决不会。你们所提的一些问题，我们党会继续讨论。事实上不管怎么样，这样慢是慢了一些，事实上现在一些问题还在逐步地解决嘛。还在逐步地解决嘛。我今天就说这一些，主要是看望一下同志们，另外说一说我的心情。希望同志们冷静地想一想这个问题。冷静地想一想。还有组织这个绝食的同志们，你们也冷静地想一想。这件事情可不是……在不理智的情况下，很难想清楚这个事。大家都这么一股劲的，年轻人啊，我们都从年轻人过来过，我们也游过行，我们也卧过轨，我也知道当时那种情况。没有想后果怎么样。但事后一想啊……首先你们要冷静地想想今后的事。现在有六天了、七天了，真的要过八天、九天、十天吗？我说，有很多事情都是可以解决的。你们就是为了要等这一天，等……回答令你们满意这一天，你们也该早结束。谢谢同学们，就是看望大家。 |

赵紫阳讲话结束后，广场上的学生纷纷请赵紫阳签字。这是赵紫阳离开政坛前最后一次向公众亮相。19日晚李鹏宣布可以实施武力清场的戒严令，而失去政治权力的赵紫阳仍在做最后的努力。他决定依照《中华人民共和国宪法》将事件移交给全国人大常委会解决，为此赵紫阳要求中共中央办公厅立即电传在美国访问的全国人大常委会委员长万里回国；而温家宝未执行命令，将电报提交中共中央政治局常委会否决，从而延缓万里回国，使这一计划未能实现。
天安门清场以后，由中共元老主导的政治局扩大会议于1989年6月19日-6月21日召开，会议以批判赵紫阳为主，李鹏在报告中指责赵“分裂党”和“支持动乱”，李先念甚至人身攻击赵。6月23日-6月24日中共十三屆四中全會审议并通过了李鹏代表中央政治局提出的《关于赵紫阳同志在反党反社会主义的动乱中所犯错误的报告》，因消极对待坚持四项基本原则、反对资产阶级自由化的方针，严重忽视党的建设、精神文明建设和思想政治工作，给党的事业造成了严重的损失，趙紫陽被撤銷中共中央總書記、中央政治局常務委員、中央政治局委員、中央委員和中央軍事委員會第一副主席等職務，仅保留中國共產黨党籍，支持赵紫阳的中共中央政治局常委胡启立也被免职；同年6月30日，第七屆全國人大常委會第八次會議决定撤銷其中華人民共和國中央軍委副主席職務，江泽民成为中央委员会总书记，江泽民、宋平、李瑞环为中央政治局常务委员会委员。四中全會最主要的议程是听取审议通过李鹏代表中共中央政治局提出的《关于赵紫阳同志在反党反社会主义的动乱中所犯错误的报告》，针对报告，赵紫阳做出申辩。
美国之音引述何清涟的博客文章称，赵紫阳被撤职后，邓小平试图将赵与美国索罗斯基金会挂钩，决定将赵包装成“美国中情局特务”，中共中央顾问委员会时任副主任王任重领导一个专门小组，对赵紫阳及其子女的商业活动进行调查，只因索罗斯从《华盛顿邮报》得知消息后，给邓写信指出他的基金会的中方负责人是时任中国国家安全部部长凌云。邓意识到，若执意捏造所谓“赵紫阳间谍案”，必然搬起石头砸自己的脚，只好作罢。中共內部对趙的審查，直到1992年中共十三届九中全会结束。

#### 后续影响
趙紫陽下臺后，其大部分亲信或者同情其遭遇的改革派精英以降职、撤职或判刑的方式遭遇清洗，秘书鲍彤被开除党籍，判刑七年；胡启立被免去中央政治局委员、常委，中央書記處書記職務；严家其、陳一諮遭通缉流亡美国；北京社会经济科学研究所所长陈子明被判刑；胡绩伟、阎明复、芮杏文被撤消一切职务；杜导正被免去新闻出版署署长职务。但在1991年，胡启立、阎明复、芮杏文等人相继复出。
江澤民成功接替赵紫阳，出任中共中央總書記一職，江澤民在保守派勢力的支持下，與國務院總理李鵬聯合執行「治理整頓」政策，使中國經濟發展停滯不前。無奈之下，鄧小平于1992年年初南巡，提出「改革開放一百年動搖不得」的口號，江澤民體察上意、心生警覺，立即轉變態度、幡然易幟，執行改革開放政策。邓小平在南巡中曾提起赵紫阳主管经济时期的功劳，他要求时任中共湖北省委书记关广富记下自己的意见并转告北京当局，他说：“以前的两任总书记抓改革开放还是有功的，1983年到1988年的经济发展很快，打下了很好的基础。”据传，南巡回去后，杨尚昆和万里曾提议让赵紫阳复出，于是邓小平让杨尚昆告诉赵紫阳，要求赵紫阳承认在六四中所犯错误，但赵紫阳拒不认错；1991年，邓小平就曾派人向赵紫阳带话，称赵紫阳复出当总书记都可以考虑，前提是赵紫阳要认错，之后邓小平多次派人与赵紫阳联络，赵紫阳坚持认为自己没错，并要求中央重新評價六四，因此放弃复出。但这些传闻并未见诸赵紫阳本人的回忆录中。
由於趙紫陽經濟改革和政治改革同步進行的主張在其下臺后成為泡影，他所擔心的在高度集權的政治體制下進行的扭曲型的市場經濟所容易產生的以權謀私、侵吞國家財產、行賄受賄等腐敗問題加重的現象逐步在中國變為現實，还出现种种社会弊端滋生蔓延，社会矛盾加剧，党内外腐败惩而不止的现象。武力鎮壓學潮給遇害者及其家屬帶來了難以癒合的傷痛，造成了難以估量的負面效應，除此之外，赵紫阳还擔心武力镇压会产生很多后遗症，他的這種擔心也成为了現實，香港原本傾向中國共產黨的一批政界人士，一部分开始與中国共产党決裂，埋下香港人與中国政府之間的不信任的种子。中国同美国的“蜜月期”结束，曾一度遭受大規模的國際制裁，被西方民主国家孤立，其消极影响直到今天依然在台海关系、香港与内地关系和中国对外关系上存在，歐盟對中國實施的武器禁運政策至今都沒有解除。六四事件所造成的傷痛以及海內外每年舉行的紀念活動成為中共極力迴避但又不得不面對的問題。与赵紫阳当政时期的1980年代的“主义纷呈”相比，赵紫阳下台后，中国知识分子的生存环境发生了变化，致使中国的知识精英阶层开始向现代犬儒主义方向发展，一部分知识分子要么满足于教育产业化带来的实惠埋头创收，要么奋力争夺“公共知识分子”的排名，吸引公众和媒体的眼球。

### 遭受軟禁
被撤职后的趙紫陽一直是中國國內官方報道中忌諱的話題，赵紫阳下台后一直被軟禁在其位于北京市东城区富强胡同6号的家，他的住宅一直有人俯視在小巷牆上，門前有公安站崗，赵被软禁的四合院所在的富强胡同入口直到赵去世一直有公安的监控摄像头监视赵家门前的举动。中共中央办公厅对赵紫阳的限制有四条：
1990年10月亚运会召开之前，赵紫阳在昌平高尔夫球场打高尔夫球。球场的日方人员便把消息告诉了日本驻华大使馆。香港电视台还在播发消息的同时放了赵紫阳以前打球的录像。
赵紫阳也曾多次写信给江泽民要求解除软禁，但遭到江泽民拒绝。1997年，江泽民在访问美国之前，为了给美国有个交代，江泽民要求中南海保健处负责赵紫阳医疗的医生向赵紫阳提议打高尔夫球（在这之前是被禁止的），赵紫阳识破江泽民的用意，于是拒绝。中共十五大前，应“天安门母亲”的请求，赵紫阳于1997年9月12日发出“致十五大主席团并转交全体代表的一封信”，敦促中国共产党重新評價六四，赵紫阳在信中说六四问题迟早要解决，不论拖多久人们都不会淡忘，早解决比晚解决好，主动解决比被动解决好，形势稳定时解决比出现麻烦时解决好。这封信给赵紫阳带来了更严厉的软禁。赵紫阳又于同年10月13日向中共中央政治局七位常委发出公开信，信中指控对他的软禁是对社会主义法制的粗暴践踏，赵紫阳在信中说：
|  | ……自从信（致十五大主席团并转交全体代表的信）发出之后，我就被禁止会客、外出，完全限制了我的自由，把我从半软禁升级为完全的软禁了。……我作为一个党员，就某一问题向党的代表大会提出建议，是正常行使党员的权利，这是党章明文规定了的。……我不知道我究竟触犯了什么法律，……这样不明不白的随意就可以对一个人实行软禁，可剥夺一个人的公民权利，难道不是对社会主义法制的粗暴践踏么？……而在我们党早已深刻总结了过去左的沉痛教训以后，十多年来一直强调建立社会主义法制的今天，尤其是在江总书记刚刚在党的十五大向国内外郑重宣布了我党要坚持“依法治国”，要建设社会主义“法治国家”的时候，在中央身边竟然发生了如此粗暴破坏社会主义法制的事，实在令人难以理解！……自从1989年6月以来，我被非法软禁、半软禁已有八年之久，不知这种被剥夺自由的日子还要持续多久？这对我一个年近八十岁的老人的身心健康来说，无疑是一个很大的伤害。……我希望能够早日解除对我的软禁，恢复我的人身自由，使我不再在一种孤寂、抑郁的情境中度过余年…… |

这封信没有带来任何回应，完全软禁状态从1997年10月持续到1999年12月，之后又转入半软禁状态。
赵紫阳晚年几乎每年都有媒體傳出他去世的消息，2003年4月，日本共同社誤傳趙紫陽逝世消息，2005年1月6日的病發住院被香港《東方日報》和《太陽報》以大篇幅报道逝世，這些消息都被中國官方否認。

### 逝世

#### 家人道别与中央慰问

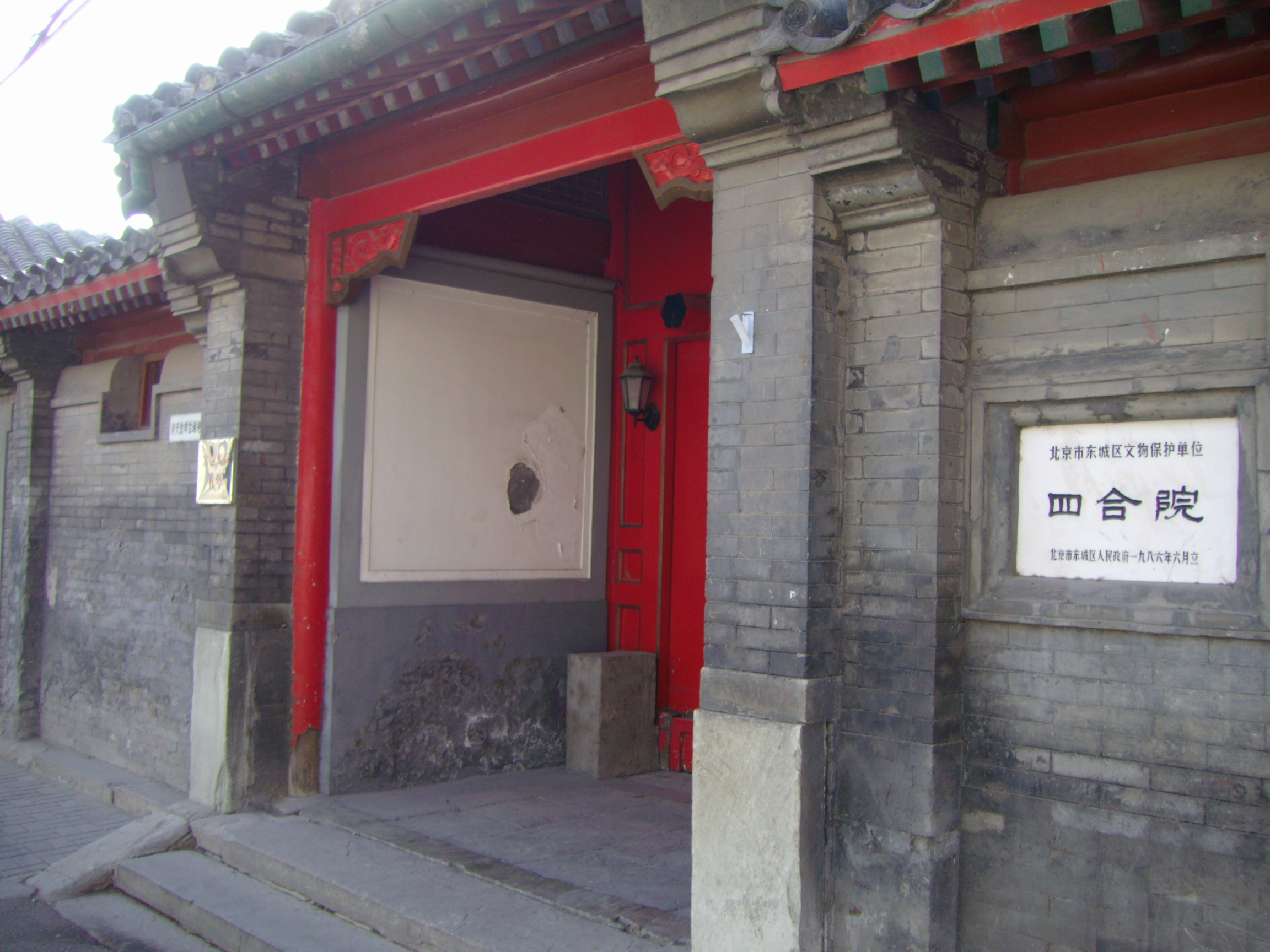
赵紫阳曾被软禁在距离北京王府井大街不远的富强胡同6号达15年之久。此四合院也曾是胡耀邦的寓所。

2005年1月16日，趙紫陽全天昏迷，病情持續惡化，1月17日凌晨4時，腎臟功能和微循環衰竭。时任中共中央政治局常委、中央书记处书记、国家副主席曾庆红前去看望赵紫阳并表示慰问。赵紫阳的五個子女依次單獨走到床前向父親做最後的傾吐。趙五軍說：「爸爸，你不僅生下了我們，也教育了我們怎麼做人，你放心，我們已經知道什麼是善良、正直，我們的所作所為決不會沾污你的名字」，很少在孩子們面前掉淚的赵紫阳眼角處流出了淚花，接著淚水流淌不止。17日早上7時1分，趙紫陽的心臟停止跳動。同日，新華社新聞稿稱：「趙紫陽同志因長期患呼吸系統和心血管系統的多種疾病，多次住院治療，近日病情惡化，經搶救無效，於1月17日在北京逝世，終年85歲。」趙紫陽女兒王雁南向駐北京傳媒發短訊稱：趙紫陽安詳離世，當時家人都在身旁，並為他祈禱，又形容其父終獲自由。赵逝世后，他的子女与中共中央进行了多天沟通，因意见分歧，其子女于1月25日向中共中央提出四点意见，意见的大概内容为，纠正中国共产党十三届四中全会以来对赵紫阳所下定的错误结论；要求中共中央对赵紫阳长达16年的软禁给予明确的说法；中共中央在赵紫阳逝世后，不发表赵紫阳的生平简历在中国共产党的历史上是非常罕见的（但另有报道指出，不公开提及赵紫阳生平是家属和官方协商的结果）这对家属和关心赵紫阳的人是不公正的；基于父亲赵紫阳生前嘱咐希望尽快安息的感情，同意在一个合适的时间办理火化和送别仪式。
赵紫阳儿女们给赵紫阳的挽联是：
|  | 能做你的儿女是我们毕生的荣耀； 支持你的决定是我们不变的选择。 倡民主坚守良知儿女为你骄傲； 今西去终获自由风范永存人间。 |

#### 各方反应

##### 政府
- 中华人民共和国：因为「六四事件」的缘故，趙紫陽去世後其喪葬處理問題受到關注，因為這將直接反映中國政府對趙紫陽的評價。中國外交部發言人表示將在與家屬討論後安排舉行趙紫陽的遺體告別儀式，但是就以已經改革領導人喪葬流程為由表示將不會舉行官方正式的追悼會。告別式於2005年1月29日上午9時在八寶山舉行，贾庆林、贺国强、王刚、华建敏參加追悼會，在新華社新聞稿中沒有说明这些人的職銜，强调是代表中央，[173]從而提高追悼會規格。中共已故政要叶剑英、杨尚昆、陶铸、陈毅、胡耀邦、陆定一和芮杏文等人的后人或家属以及曾任毛泽东秘书的李锐、广州前市长黎子流等人纷纷前往拜祭或致送花圈。[174]另外，习仲勋的遗孀齐心以其个人和“率子女”的名义向赵紫阳送上花篮。[171]趙遺體被中國共產黨黨旗覆蓋。家屬表示，趙紫陽的骨灰將置家中，而不會葬在八寶山公墓第一陳列室。同時，中國當局嚴格控制趙紫阳逝世產生的影響，限制消息的傳播與討論，打壓民間的悼念活動。[175][176]除新華社外沒有任何其它的報道，有限的紙媒進行轉發，中央電視台在当日对趙的逝世新聞只字未提，只在出殡当日才作了简短的报道。[177]
- 香港：1月18日上午11時，以南方民主同盟主席龍緯汶為首的100人在中聯辦門口路祭趙紫阳。下午1時，香港市民支援愛國民主運動聯合會近50人亦到達中聯辦。同日，香港立法會議員梁國雄提議在立法會為趙紫陽默哀，但遭到立场亲北京[178]的主席范徐麗泰否決。民主派议员对范徐丽泰的否决表示遗憾，当时的民意调查显示有54%的民众支持为赵紫阳默哀。[179]翌日立法會開會時，由香港職工會聯盟的李卓人提出「全體議員為趙紫陽先生默哀1分鐘」，24名泛民主派議員不理會前日裁決，站立默哀1分鐘。范指李行為不檢點宣佈暫停會議。另一方面，民主建港聯盟、自由黨、泛聯盟和非民主派的獨立議員共27名集體杯葛會議，結果立法會首次因有議員集體「蓄意缺席」而「流會」。其後記者會中，自由黨的田北俊和民建聯的曾鈺成皆否認杯葛是政治考慮或與「默哀」有關，而是因為有議員連番違反議事規則及主席裁決，令立法會會議經常中斷。民主派則指堅持默哀是「良心呼喚」，並願為良心和行為負責。1月21日下午，南方民主同盟在尖沙咀碼頭，邀請市民簽署悼念冊。同晚，香港支聯會舉辦在中國國土上唯一的一场合法民間追悼會。主辦方称有一萬五千人參加，而香港警方称有一萬人參加，《明報》報道參加者坐滿三個維多利亞公園硬地足球場。另外，除了部分立场亲中央当局的媒体外，香港各大报章均在头版大篇幅报道赵紫阳逝世的消息，有十多份报章最少以三大整版报道赵紫阳逝世的消息，并且在社论中悼念赵紫阳，[180]如《苹果日报》称中共欠赵紫阳一个公道，《南华早报》则称赵紫阳是一位具有明显人文色彩的共产党领导人，《明报》呼吁中共当局站在历史的高度，顺应民意，对赵的一生作出客观公正的评价。[181]
- 中華民國：行政院陆委会主委吴钊燮在得知赵紫阳去世的消息后表示，将密切关注中国大陆内部是否会出现动荡，并发布新闻稿称赵紫阳在六四事件中表现出对学生民主行动的宽容与体谅，国际间给予相当肯定。陆委会呼吁胡温政府在推动经济深化改革的同时，应同步进行政治体制改革，以符合国际社会对大陆的一致期待。[182]行政院发言人陈其迈呼吁中国政府借此平反历史，诚实面对六四天安门事件。陈其迈还表示，中国经济改革得到国际的肯定，但是民主自由法制方面并没有出现同步进展，因此他呼吁中国政府学习赵紫阳先生的宽容胸襟，同步推动民主和政治改革。当时发行量最大的晚报之一《联合晚报》以头条头版报导了赵紫阳的沉浮和天安门事件后被软禁十五年的生活。[183]
- 日本：前首相中曾根康弘对赵紫阳的离世表示哀悼，他表示中国现行的经济政策几乎都是以赵紫阳的政策为基础的，赵紫阳的荣誉并没有在六四事件中中共元老间政治斗争被迫辞职后变得黯淡，相反，在将来必定会得到恢复。[184]因为参拜靖国神社而令中日关系紧张的日本时任首相小泉纯一郎得知赵紫阳逝世后，赞扬赵紫阳努力促进中日关系，小泉促请中国政府推动民主改革，同时还保证日本会致力加强中日关系。[182]日本內閣官房長官细田博之讚揚趙紫陽為發展日中關係做出貢獻，表示日本政府准备向其家人发唁电致哀。[184]包括《朝日新聞》、《讀賣新聞》和《每日新聞》等在内的日本各主要媒體也迅速報導了趙紫陽逝世的消息并紛紛發表評論，稱趙紫陽是中國改革開放的旗手。[185]还表示中共如果在赵紫阳未竟事业上贴封条，将使中国重蹈六四覆辙。[186]
- ：韓國媒体播出了有關趙紫陽的一部特輯。韓國的媒体界詳細報道了趙紫陽去世的消息，称赵紫阳是「中國民主化身」、「悲劇命運的領導者」。《韓國日報》報道称：「当今的中國社會，因日益嚴重的腐敗和貧富差距，人權保障的聲音日益高漲，迴避政治改革的行為会越來越變得困難和不現實」。與中國保持密切外交關係的韓國政府沒有公開表明哀悼聲明。[187]
- 美国：美國白宮發言人麥克萊倫于1月18日赞扬趙紫陽在困難時期捍衛個人信念，作出犧牲，具道德勇氣。麥克萊倫又称赵紫阳是改革開放政策的主要締造人，協助中國經濟轉型，並經由貿易及投資，加強中美兩國人民的聯繫。[188]美国众议院国际关系委员会时任主席亨利·海德特向赵紫阳夫人梁伯琪的致函中说：“虽然赵紫阳先生被软禁了16年，但他对中国政治改革以及重新评价天安门血案立场从来没有动摇。他的理念传遍了世界。赵紫阳先生为中国人民鞠躬尽瘁。人们永远都会记住，他是天安门广场真正的英雄之一。”[186]另外，美国各主要媒体都以头条篇幅报道赵紫阳逝世的消息，美国有线电视新闻网报道，1970-80年代，赵紫阳为推动中国近代政治和经济改革不遗余力。《基督科学箴言报》针对中国政府掩盖赵紫阳历史的手法以及在赵逝世后的态度和表现，发表了一篇题为“中国剪裁自己的历史”的文章，文章称中国政府在指责日本不能诚实面对二战历史的时候，为何自己却不能正确面对赵紫阳对中国做出的历史贡献。[189]美国《時代周刊》官网报道，赵紫阳曾是中国政治改革的最大希望之所在，从而成为最受人民欢迎的领导人，但他不像毛泽东被称为“伟大导师”、邓小平被封为“改革总设计师”，他不是靠这种宣传而变得伟大，他获得的尊敬来自人民。[182]
- 加拿大：加拿大政府透过外交官皮埃尔·佩蒂格鲁（英语：Pierre Pettigrew）发表声明称：“我代表加拿大人民对赵紫阳逝世表达哀悼，赵紫阳是第一个访问加拿大的中共高级官员，并以改革先锋著称。我们的思想与他的家人在一起。”另外，加拿大国会议员贾森·康尼访华期间前往赵紫阳家中吊唁，成为赵紫阳被软禁至逝世以来首位被允许到他家拜访的西方政要。[190][191]
- 英国：《英国广播公司》称赵紫阳当政时推动大刀阔斧的经济改革，但他在政治改革上的挫败，却更为后世所传颂，他是中国政治改革挫败的象征，亦是领导阶层中反对武力镇压天安门学运的良心。[182]《泰晤士报》在1月18日发表了一篇题为赵紫阳还活在人民的心中的文章，称赵紫阳是一个改革了中国，改变了世界的人，在过去的一个世纪中，几乎没有哪个政治家发挥了比赵紫阳更大的正面作用，文章指出政治家和学者如果想看懂中国崛起的话，他们需要学习赵紫阳思想，并呼吁大家记住赵紫阳。[192]
- 法國：总部位于巴黎的无国界记者谴责中国当局阻止国外记者采访赵紫阳的葬礼以及封锁有关赵紫阳去世消息的行为，并呼吁“国际社会应向中国交涉，使之结束对报道中国改革之父的新闻检查。”[186]
- 德国：《法兰克福汇报》在一篇题为“赵紫阳在死亡后才获得自由”的评论文章中称赵紫阳的命运和六四事件密切相关，评价赵紫阳的一生功过绕不开六四的话题，赵紫阳曾经的下属温家宝当上总理后也不愿触及六四一事，因为中共惧怕六四的亡魂。《明镜周刊》则称赵紫阳的命运再次证明中国当权者是如何不遵从自己定下的法律，赵紫阳当年是被非法罢黜了总书记的职务，同样，对赵紫阳实施软禁也是党单方决定，没有任何法官或律师参与其中。[193]
- 葡萄牙：当时正在澳门访问的葡萄牙总统桑帕约对赵紫阳病逝表示悲痛，并对赵紫阳进行高度评价，他形容赵紫阳是一位非常负责任的中国领袖，并以仁慈、温和以及理性著称，更广为人知是他的人文关怀及人性化表现。他又表示，赵紫阳对中国的现代化贡献非常大。按国际外交惯例，外国政府高官为避免触怒中共高层进而遭到报复，很少会如此高度评价一个被软禁直到逝世的中国领导人。[184]
- 俄羅斯：苏联前领导人戈尔巴乔夫说在1989年5月访华时，赵紫阳给他留下了最良好的印象。他对赵紫阳的逝世发表声明表示悼念，戈尔巴乔夫在发表的声明中说：“我记得我们的会面是在天安门抗议示威的背景下举行的。赵紫阳以非常关注和关切的心情对待这些抗议示威。我认为，在当时的中共领导层中，赵紫阳是最为同情示威者的，也是最为接受民主的。但是与此同时，赵紫阳反复重申，他同邓小平是同盟关系。”[194]同时，俄罗斯的电视媒体以罕见的篇幅报道赵紫阳逝世的消息。[195]

##### 相关人士
胡绩伟对赵紫阳的逝世发表简短意见称其在被软禁长达十六年后含冤逝世，这是举世震惊、全国悲痛、万民哀悼的国殇。胡绩伟要求党中央为赵举行公开追悼大会，并且为他平反昭雪。鮑彤撰文哀悼自己的老上司，文中痛批中共在六四事件後一直軟禁赵紫阳，是虛弱和無恥的表現，他指责继任者不但非法軟禁趙紫陽，而且試圖系統性地抹煞赵紫阳在歷史上的功績，称对他的软禁是對一個曾為中國經濟改革破土奠基十多年的國家領導人的迫害。許家屯在美国获悉趙紫陽去世的消息後，傷心痛哭，不能接受訪問，惟有親筆撰寫悼詞，他在悼詞中說：紫陽不幸逝世，哀悼英名！紫陽是中國改革開放事業的創始者之一，他對中國人民的貢獻，中國人民不會忘記他，歷史不會忘記他。陳一諮表示趙紫陽是一個為國為民、難得的開明領袖，就這樣離開中華民族，令人難受。还称趙紫陽是自己的長輩和老師，也是一個慈祥長者。
一些六四事件的當事人也都對趙紫陽的去世表示哀悼。六四學生領袖王丹讚揚趙紫陽是一名有良心的共產黨員，王丹表示，赵紫阳一生为了他所信仰的共产主义，以及他所效忠的共产党奉献心力，但是最后却被共产党视为囚犯软禁十五年，实在是一出讽刺的历史悲剧。他对赵逝世表示沉痛，並對趙紫陽去世前長達15年遭軟禁表示同情，对赵推動中國經濟改革的成就表示肯定，称沒有赵紫阳，就沒有中國今天的經濟成就。而吾尔开希在表示哀悼的同時也指出，雖然六四事件起始之時趙紫陽也是被攻擊的目標，但在他出現在廣場後就贏得尊重，雖然他並未能為六四事件做任何實質事情，歷史該予他以正面評價。吾尔开希并表示趙紫陽是含冤而死的。丁子霖、張先玲等六四難屬組成的天安门母亲發表千字悼文，文章称赵紫阳先生是二十世纪的一位伟人，他是怀着对民众的深深眷恋离开这个世界的；他是怀着对未竟事业的无尽遗憾和深深无奈离开了这个世界的；他是带着沉重的精神镣铐离开这个世界的。

##### 中国民间
中国国内的部分民众对赵逝世表示沉痛，要求正面评价赵紫阳并自发进行悼念。在逝世当天网络上曾形成悼念赵的高峰，但高潮被當局成功限制，网络上有關赵紫阳的内容被严格监控，各大網站與論壇過濾刪除任何相關消息，新浪網的新聞評論功能當天被取消，人民網強國論壇下午更是首次改為全審核狀態，中国著名的搜索引擎百度更是一度屏蔽对关键字赵紫阳的搜索，不显示任何结果，但是民间仍有不少人自发撰文进行怀念外聚集不少高舉趙相片或輓聯的悼念人士和上訪民眾。
趙紫陽逝世週年期間，北京公安開始「如常」監視並拘捕悼念紫陽逝世周年的家庭式活動人士，如胡佳和齊志勇等人。家屬表示只在家中舉行私人紀念活動，但是“家門永遠對公眾開放”，將接待前來悼念的人士。2010年4月，北京近百名民众前往赵紫阳家中祭奠。2011年10月17日四川省成都市一批民眾，自發在錦江區三聖鄉舉行紀念趙紫陽的活動。他們人數不多，但是高舉的標語上寫的是當年讚美趙紫陽擔任四川省委書記時關注民生的民謠﹕“要吃糧，找紫陽”。2012年清明節前後，中国互联网出现大量悼念赵紫阳的網站和网页，甚至出现“赵紫阳网上纪念馆”，而中国共产党並沒有刪除這些網頁，而默许了它们的存在。这被认为是中共作出改变的一步。另外，大约有200名访民到赵紫阳家悼念，还有一些人哭祭。
但在中国左翼和极左群体的观点里，赵紫阳常被批判，被视为“资产阶级自由化”典型，在中国左派的网站乌有之乡中，搜索“赵紫阳”的结果，基本为对其人的负面评价。

#### 下葬

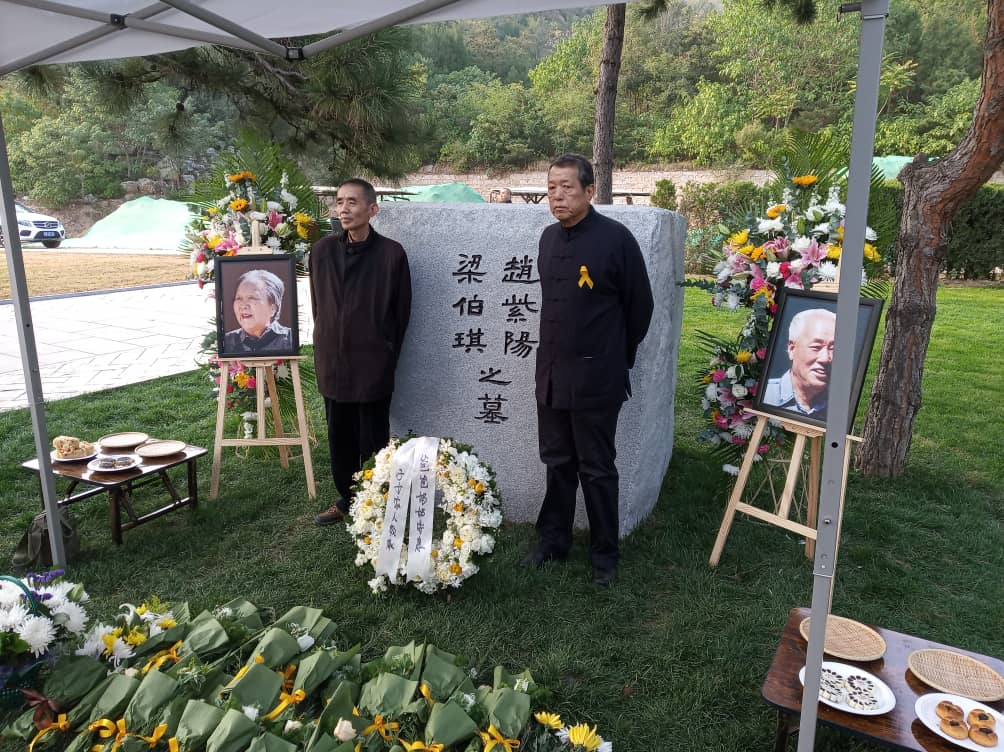
2019年10月18日，趙紫陽夫婦墓碑前擺放著出席骨灰安葬儀式的親友們獻的鮮花。趙紫陽之子趙二軍（右）立於碑前。

2019年10月18日，在赵紫阳在逝世14年后，赵家后人将赵紫阳的骨灰与其夫人梁伯琪的骨灰合葬于北京昌平区民间公墓天寿园。

## 影响

### 党内影响
虽然赵紫阳的支持者在他因「六四事件」被软禁后不断地推动平反，但是后任者成功地将他的名字和材料从大多数公开记录移除或销毁，中国官方试图把赵紫阳从公众记忆中抹除的努力包括从教科书中将他的名字删除，以及禁止媒体以任何方式报道赵紫阳。但近年以来，中国大陆媒体在讲述部分历史事件（如中英谈判）时，偶尔提及赵紫阳的名字；但也有媒体采用“时任总理”“中共中央负责人”或“时任总书记”来代替，以避免出现其名。2021年6月28日，在《中国共产党一百年大事记（1921年7月－2021年6月）》中，赵紫阳与胡耀邦的名字都出现三次。
2002年中共十六大召开前夕，有192人联名致函16大，要求恢复赵紫阳的政治权利解除对他的软禁，赵常青和欧阳懿等人因此被逮捕起诉。2005年，包括前全国人大常委会委员长万里、乔石，和前国务院副总理田纪云在内的20多位中共中央政治局退休委員，常委和中国人民解放军前高级干部联署去函中共中央，要求为赵紫阳恢复名誉，对赵紫阳及其对中国作出的重大历史贡献公开缅怀纪念，还要求中共中央以国家领导人的规格为赵紫阳举行公开而隆重的国葬。中国政府同意举行仪式进行纪念，但规模远远不能满足党内外民众的诉求。在中国大陆，在未经中国政府同意情况下，只有《炎黄春秋》杂志有时敢于刊登和赵紫阳相关的文章。维基解密爆料称因为《炎黄春秋》发表关于赵紫阳的文章触动江泽民，江泽民施压当时分管意识形态的中共中央政治局常委李长春要求《炎黄春秋》社长杜导正下台，但在胡锦涛干预下，杜导正没受影响。

### 思想观点
政治方面，赵紫阳以国情民意和多年的从政经验为基础，主张进行渐进式的改革，从而实现中国民主化。具体做法就是在稳定的前提下“先人权后民主”，即先施行“有自由而无民主”的模式，他认为自由比民主更为重要，香港在英国殖民统治时期，虽然没有民主，但有自由，任何人可以自由批评港督。同时，司法独立，不受政府控制，并允许结社，这样可以启发民智，提高国民的民主意识。因此，他不赞成一次性的施行多党制和普选，而主张先做好两项改革：首先开放报禁、实行言论自由；其次，加强法治建设，实现司法独立。同时，执政党党内需要民主化改造和政治决策的公开化，要培养公民的权利意识；
在谈及三年大饥荒和中共责任时，赵紫阳曾说：“我们党是从来不认错的，实在说不过去了，就找替罪羊，将错误都推到他们身上，如林彪、四人帮。找不到替罪羊就说是自然灾害，如五十年代末六十年代初的大饥荒，饿死几千万人，纯粹是党的路线方针政策错误。”“特别是三年困难时期，农村饿死几千万人，工人阶级没能给予（农民）有效的救助，自己吃商品粮，有副食供应，有布票，保证了最基本的生活需要。”
国际和两岸关系方面，他反对狭隘的民族主义，主张融入西方的主流文明，通过思想解放和观念启蒙，消解中国传统的独裁文化，普及自由文化，营造出自由、宽容、多元的社会气氛。主张用和平民主的方式完成两岸统一；经济上主张法治下的市场化、私有化，充分发挥民间的经济创造力，让国企在市场竞争中完成产权改革和优胜劣汰。

## 評價

### 官方评价

#### 八九学运前
时任国务院代总理的李鹏1988年3月25日在七届全国人民代表大会第一次会议上作国务院政府工作报告中表示：“第六届全国人民代表大会期间，国务院在赵紫阳总理主持下，认真执行中国共产党的路线和全国人民代表大会的决议，在各项工作中取得了举世瞩目的成绩。全国各族人民团结一致，奋力开拓，使我国社会主义现代化建设充满了生机与活力，国家面貌发生了深刻的变化。”
中国共产党第十三次全国代表大会认为，赵紫阳同志代表十二届中央委员会所作的报告是党和人民集体智慧的结晶。报告坚持毛泽东同志倡导的实事求是的思想路线，把马克思主义基本原理同中国建设和改革的具体实际紧密结合起来，论证了我国社会仍处于社会主义的初级阶段。这个正确的论断，对于防止和纠正“左”的和右的干扰，把建设有中国特色的社会主义的伟大事业不断推向前进，具有重大的深远的历史意义。

#### 八九学运后
中国共产党第十三届中央委员会第四次全体会议认为，赵紫阳在关系党和国家生死存亡的关键时刻犯了支持动乱和分裂党的错误，对动乱的形成和发展负有不可推卸的责任，其错误的性质和造成的后果是极为严重的。他在担任党和国家重要领导职务期间，虽然在改革开放和经济工作方面做了一些有益的工作，但是在指导思想上和实际工作中也有明显失误。特别是他主持中央工作以来，消极对待坚持四项基本原则、反对资产阶级自由化的方针，严重忽视党的建设、精神文明建设和思想政治工作
新华社在2005年1月29日发表关于赵紫阳遗体火化的消息时，评价说：“在革命战争年代和社会主义建设时期，赵紫阳同志在地方先后担任过中共县委、地委、省委主要领导职务；在改革开放前期，赵紫阳同志先后担任过中央和国家重要领导职务，为党和人民的事业作出过有益的贡献。在1989年春夏之交的政治风波中赵紫阳同志犯了严重错误。”严重错误是指“思想上、政治上、组织上纵容支持资产阶级自由化，削弱党的领导和思想政治工作。”
在中华人民共和国国务院官方网页中的历任总理页面上，唯独缺少赵紫阳的照片及简历；不过后来中国网发布的全总理名单里，出现了赵紫阳的肖像。而中国人民政治协商会议全国委员会官方网页也放出了赵紫阳的肖像及不完整简历。中国共产党新闻网在2008年11月24日刊登一篇名为《科学社会主义基本原理必须坚持》是文章，文章认为：“我国某些别有用心的人却公然反对实行无产阶级专政。例如，赵紫阳曾认为，搞市场经济就不能再搞无产阶级专政。”“赵紫阳一伙人还讲什么改革就是退回去搞新民主主义，其实这也是欺人之谈，他们所讲的新民主主义，完全是搞地地道道的资本主义。”该篇文章目前已经无法访问，疑似被删除。

### 中华人民共和国国内

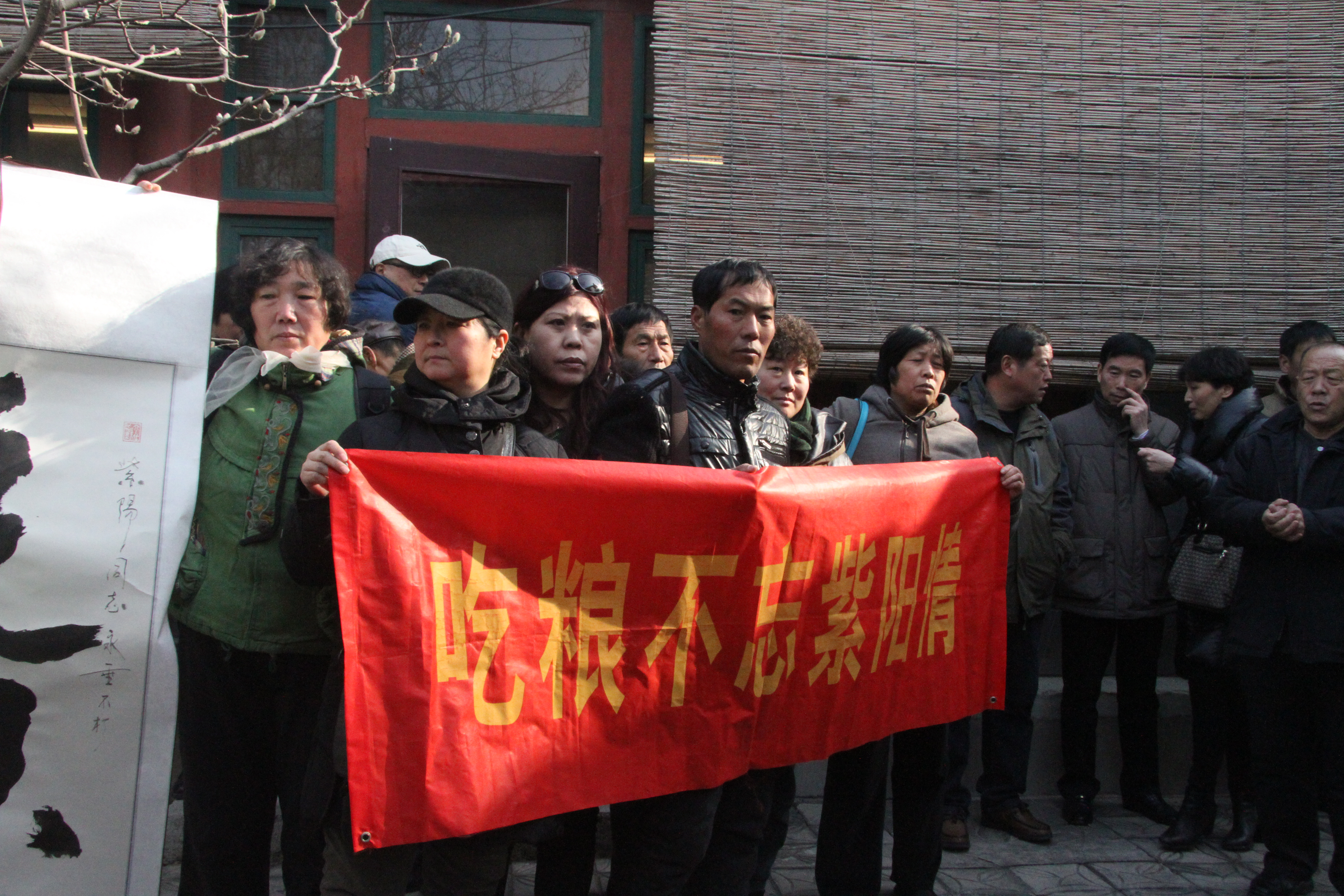
市民展出横幅怀念赵紫阳在农村改革时的贡献

已故的原中顾委主任陈云生前曾评价赵紫阳：“一贯追求西方的所谓自由经济，其实根本不懂，为人疏阔，爱听信左右，不够实事求是，关键时刻走到中央的对立面了。”
赵紫阳的秘书鲍彤在接受美国之音记者采访时表示，赵紫阳的“不镇压”原则，至今仍然有现实意义。鲍彤之子鮑朴说赵紫阳是一位能在复杂的政治环境中解决实际问题的新型政治家，他不回避问题，其中包括民主政治。他说，毛泽东时代大办人民公社，赵紫阳在探索粮食增产；在公有制不能被否定的时侯，赵紫阳在思考商品经济；成为总理后，他告诉大家商品经济实际上就是市场经济。中国社會科學學者严家其和曾担任中国经济体制改革研究所所长的陳一諮指出，从1978年开始到1988年，中国经济改革的众多方案主要由赵紫阳等人主导制定，是中国经济改革主要的設計者、推動者和執行者。中共黨史研究者高文謙说，赵紫阳在八九民运中坚决不向学生开枪，为了这一决定他付出了16年的代价，一直被软禁到死，他在历史上的定位会很高。前中国农村政策研究室研究员姚监复说赵紫阳真正是威武不能屈、富贵不能淫、贫贱不能移的中国那种传统的英雄，在中国这种世俗社会，追求名利权位的情况下，应该学习赵紫阳的道德风格。
中国青年网在2015年7月16日，发表一篇名为《要吃米找万里 要吃粮找紫阳》的文章。文章宣称：“20世纪70年代末和80年代初，即在粉碎“四人帮”以后，万里同志出任安徽省委第一书记，他和在四川任省委第一书记的赵紫阳遥相呼应，带头打破“左”的禁锢，勇敢探索农村改革之路，大胆支持农民的改革之举，实行包产到组、包产到户，让农民重新获得生产自主权，粮食增产，很快吃饱了肚子。 ”“时任党中央总书记的胡耀邦同志说：'包产到户，万里第一，（赵）紫阳第二，周惠第三。'”“那时，在中国大地上甚至广为流传'要吃米找万里，要吃粮找紫阳'的佳话。当然这不是对几个人的颂扬，而是人民对中共中央正确决策的高声歌唱！ ”“80年代，万里是国务院常务副总理，他与邓小平、胡耀邦、赵紫阳大思路一致，工作配合默契，在推动整个经济体制改革方面也做出了杰出贡献。许多重大改革措施都是由他主持国务院常务会议通过并颁布实施的。”“我在第一任副总理期间，深得邓小平、胡耀邦、赵紫阳的支持，特别是得到常务副总理万里的具体帮助。 ”
《胡耀邦史料信息网》刊登一篇名为《国务院大院的记忆》文章。评价说：“赵紫阳一贯倡导节俭，反对铺张浪费，讲排场。为了制止公费请客，曾明确规定，公费请客只限‘四菜一湯’。虽然执行中有阻力，未能坚持下去，但对当时不良风气起到一定遏制作用。他严格要求干部保持艰苦朴素的作风，自己首先身体力行，在位期间，从未对自己的住宅、办公室大兴土木购置贵重高档用品，一切从俭，不浪费国家一分钱。”
由于赵紫阳提出“所谓社会主义初级阶段，就是中国共产党领导下通过发展资本主义”“来发展社会生产力”，艾思奇前秘书党校教授吴秉元指责他把中国的社会主义公有制，退回到资本主义私有制，并公然反对实行无产阶级专政。对社会上类似的批评，赵紫阳说：“社会主义初级阶段就是邓小平说的不合格的社会主义，不合格的社会主义就不是社会主义，就是资本主义，有人说这是走资本主义道路的当权派。这有什么？这是规律。”
赵紫阳逝世十周年时，环球时报发表社评，指出中央对他已经做出“在关键时刻支持动乱和分裂党”的定性评价，同时肯定了他在改革开放和经济工作方面做过的“有益工作”，中央的那次报告继续称呼“赵紫阳同志”，这一评价格局大体延续了下来。谈到民间和国外对他的评价时，社评称“不同价值观的人对他的看法是分裂的”“25年前中国社会迈过了那场危机，但中国内外一直都有人希望那样的危机能够重来，并且为此不遗余力地寻找机会做意识形态铺垫。”“ 25年来中国按照赵和他智囊们在重大关头所反对的政治路线和哲学，成为了世界第二大经济体。对最敏感的问题，中国奉行‘不争论’政策，中国把行动和不断取得的成就作为了对那些问题的回答。”该评论还称未来修改这一评价的空间，很可能远远小于因时过境迁事情被淡化、人们更多记住一位老同志曾经所做好事的空间。
北京大学国家发展研究院院长周其仁称赞赵紫阳没有一丝一毫大官的影子。他到乡镇考察不是做出一幅视察的样子，而是真有问题要研究，真有想法要验证。赵讲问题总是从实际出发，分析中肯，没有“因为权位高，所以我正确”的官腔。最有启发的地方是，赵的经济思维，重点永远是怎样解决关键的实际问题、而不是争论是非曲直。他更像一个走经验科学路线的教授，他心中真正有兴趣的事情不是权位，而是“事实和包含在事实中的逻辑”。赵紫阳平生倾心的事务，恰恰与十几亿中国人探索在新体制下扩大经济自由、提升生活水平、增强国际竞争力这件事密切相关。天安门母亲丁子霖说，赵紫阳、胡耀邦都是中华民族的伟人。如果当年能够让他们放开手，让中国的政治改革、经济改革同步进行的话，中国的今天就不是天怒人怨的情况，社会矛盾也不至于尖锐到如此地步，我们的亲人也不至于惨遭杀害，中国的今天应该是美好的。赵紫阳开创了中共历史上的一个奇迹，他不说违心话，就是死都不认错的前总书记。他给中国共产党人，给中国人树立了一个楷模和榜样。中国企业家李国庆说：「我们这一代享受了改革的成果。我尊敬赵紫阳，没有他，我们不会有今天，但我已不再谈政治。」
原新华社副社长李普称赵紫阳很有水準、很務實、很能幹，領導和主持了中国改革開放事業。趙紫陽是清醒的改革家。他在中共十二大提出經濟改革，他主持起草的報告被鄧小平稱讚為社會主義政治經濟學教科書。中共十三大他提出了社會主義初級階段的概念和理論，指出社會主義初級階段是一個相當長時期的歷史過程。這些理論奠定了中国相當長時期內前進的基本框架。李普称赵紫阳要付诸实施的部分設想隨著他被非法撤職而停止，甚至已經改革的部分内容也走了回頭路。趙紫陽是一個負責任的偉大的政治家，更表現在八九年六四事件上。他堅持在民主法治的軌道上解決矛盾。他選擇寧願不當總書記，也不贊同武力镇压，他和六四這個冤案，總有一天要平反、要昭雪。
香港著名武侠小说作家金庸为赵紫阳的逝世数度落泪，在谈到对赵紫阳的评价，他说赵紫阳应该功大于过，他的过是可能大都在共产党内部，金庸说作为党外人他本人不了解这个政治斗争，但他觉得赵紫阳对人民、对国家是有贡献的。香港反共作家古德明於其專欄批評趙紫陽的失勢乃權力鬥爭的結局，乃其「投共」的結果。認為其和中共當權者無分別，例如在1984年就曾香港回歸反詰香港人懼怕中國共產黨的言論，問香港人「你們怕什麼？」，反對香港市民及國內人士悼念趙紫陽及為其譜寫頌歌。香港民主派元老司徒華说，趙紫陽在六四事件上堅持立場，不屈服，不認錯，他表現出強大的道德勇氣和以民為本的政治良知，可謂風骨錚錚，亮節昭昭。這是他一生中最悲痛的一頁，也是最光輝的一頁。
中国异见人士、诺贝尔和平奖得主刘晓波说，在八九運動的大是大非的抉擇中，只要赵紫阳放棄道義立場，他就可以保住總書記的高位，但紫陽先生寧願放棄黨魁高位及其巨大的既得利益而堅守為政之德和做人良知。赵紫阳在20世纪80年代对中国改革的巨大贡献是任何人也抹杀不了的，他在大是大非的政治问题上的道义坚守，也将作为独裁政治中的异数而名垂史册，他留下的政治遗产和人格遗产对一些高官构成了巨大的道义压力，有别于邓小平的赵紫阳模式，也已经标示出中国未来改革的方向。
中国近代史学者章立凡说赵紫阳有关中国改革的思想和举措（执政党要在宪法的框架中行使权力）在今天看来仍然意义重大。如果当时沿着十三大的路线继续走下去的话，中国不会出现现在的尖锐社会矛盾和两极分化，而且中国的法治建设和宪政肯定比现在的水平要高。赵紫阳的失势对历史和现实来讲，都是非常大的遗憾。
原中共中央政治局常委、国务院副总理，“四人帮”主犯之一张春桥：那些挂羊头卖狗肉的下去了，换上了挂狗头卖狗肉的。时间没多久，狗咬狗的事一幕又一幕地演出了。看电视《动物世界》，好像一切都是上帝安排好的，谁该由谁吃，吃剩下的，比如狮子吃剩下的，由狗吃；狗剩下的，由鹰吃，而且吃得干干净净。赵紫阳贩卖了一通“优胜劣汰论”，就是把动物世界里的事搬到人类社会来了。

### 中华人民共和国之外
中华民国前总统陈水扁对赵紫阳在「六四事件」中拒绝武力镇压学生的行为给予肯定，并且批评了邓小平对学生的血腥镇压。
美國國務院發言人包潤石称赵紫阳是一位有远见的领导人，是一位在中国处于变革的时代倡导改革的领导人。人們記得在1989年「六四事件」中，趙紫陽直接走到群眾前，聆聽他們的意見，並與他們討論民眾對民主、自由的渴求。赵紫阳对国家的热爱和他独特的领导风格为他赢得了中国人民和世界人民的尊敬。赵紫阳是中国80年代经济对外开放政策的重要的设计师，也是通过贸易和投资把美中两国人民联系到一起的领导人。赵紫阳在担任中共总书记的时候，对中国的经济改革做出了巨大的贡献。人们在中美建设性的关系上，也不应该忘记赵紫阳的功绩。他是一个有道德勇气的人，在苦难时期为了坚持自己的信仰而做出了巨大个人牺牲。他是中美关系强大的推动者。
2002年美國《時代周刊》推選趙紫陽為「亞洲英雄」人物。
美国前总统理查德·尼克松称赵紫阳是一位泰然自若、文雅、坚定和重实效的人。
普林斯頓中國學社執行主席陳奎德說，趙紫陽在六四運動中堅持了人道主義的底線，在人性文明與野蠻的分野上，他站到了人性與文明的一邊，并為此失去了自己的最高權位和自由。如果中共把這一點評為是錯誤而不能改的話，中共是在逆人類基本文明的標準而動。
诺贝尔经济学奖得主米爾頓·佛利民1988年受赵紫阳接见，他称赵紫阳是一位思想清晰、论事客观、诚恳可信的国家领导人，是“社会主义国家最好的经济学家”。
已故的哈佛大学教授马若德说赵紫阳是最早策动中国改革开放的领导人之一，但现在的中国是不允许赵紫阳存在的，等到了不再偏执的未来，也许他将进入华夏先烈之列，他们为国效力，功勋卓著，但不见容于最高统治者。当他们腐败的政敌早已灰飞烟灭的时候，他们的英名将久远长存，受人景仰。
约翰·霍普金斯大学中国研究系主任戴维·兰普顿说，赵紫阳的领导作风十分民主，思想活跃，总是寻找解决问题的不同方式。他是中国第一位新一代领导人，他在和外国人打交道的时候非常自如和聪慧，而不是教条主义的。
加拿大维多利亚大学中国研究与亚太关系教授吴国光说，古人云：上者立德，次者立功，再次立言。但赵紫阳三者皆立，1989年以身殉道，是立德；担任总理期间改革计划经济是立功，当然这有未竟之功，即政治改革；他关于政治制度变革的持续思考与论述，对于人们理解中国政治制度及其转型具有深刻的智慧启迪，是立言。
旅居美国的作家和经济学家何清涟撰文称，在历任中共总书记中，赵是一位真正懂经济的领导人，在做封疆大吏时，他就以解决民生、舒解民困见长。赵紫阳1980年代参与的改革是各阶层普遍受益的阶段。赵下台后，继任者把中国带往权贵资本主义道路，使中国成为权贵们肆意掠夺公共财产的天堂，由此引发的严重贫富分化和深度社会矛盾后，中国人才会想起中国在数十年的经济改革中，只有胡耀邦和赵紫阳时期的改革才是追求廉政、均富、和平自由的理想主义改革，也只有那一时期，民众才真有改革的参与感。赵紫阳被迫下台不仅标志着他个人政治生命的终结，还标志着理想主义改革在中国的终结。何清涟表示赵紫阳六四事件中在民主与法制轨道上解决问题之建议所承载的政治智慧与道德勇气历久弥新。回忆起赵紫阳当年的作为，纪念赵的意义远远超出纪念其人物本身。因为在这位老人身上，不仅有他个人的历史沧桑，还体现出中国政治在一个半世纪的现代化道路上所经历的艰难曲折与踣跌起伏。赵紫阳和胡耀邦两人是中共历史上少有的富于人性、拥有健康人格和阳光形象的高层人物。
已故的哈佛大学教授傅高义在其著作《邓小平时代》中提到，他的批评者认为，他在「六四事件」中面对抗议学生时不够果断，过于关心自己“开明领导人”的形象，从而助推了事件的发生。而在该书附录中，也有关于赵紫阳的人物评述，文中提到赵“对国际经济问题有着出色把握”、“是杰出而又坚定的改革家”、“是天生的领袖人物”。同时将其与胡耀邦做比较，提到他虽然不像胡一样热情洋溢，但由于不拘一格、平易近人也能受到部下喜爱。文中称，赵不是政坛上的快拳手，但是有报效国家的崇高意识。但文章同时也指，尽管赵紫阳为人和蔼可亲，但是亦有同事认为其不合群，喜欢为自己着想。

## 著作

### 代表作
- 《当前的经济形势和今后经济建设的方针》，1981年11月30日和12月1日在第五届全国人民代表大会第四次会议上
- 《关于第六个五年计划的报告》，1982年11月30日在第五届全国人民代表大会第五次会议上
- 《当前的经济形势和经济体制改革》，1985年3月27日在第六届全国人民代表大会第三次会议上
- 《关于第七个五年计划的报告》，1986年3月25日在第六届全国人民代表大会第四次会议上
- 《沿着有中国特色的社会主义道路前进》，1987年10月25日在中国共产党第十三次全国代表大会上的报告
- 《赵紫阳总书记答中外记者问》，1987年11月2日在中共十三大新闻会上答中外记者。

### 回忆录
- 《赵紫阳软禁中的谈话》宗凤鸣记述，2007香港开放出版社。从1991年7月至2004年1月，老友宗凤鸣探望赵紫阳上百次，完成的历史回忆和时事评论的对话记录。
- 2009年5月13日，赵紫阳的回忆录英文版（ISBN 978-1-4391-4938-6，字面翻译是“国家的囚犯：赵紫阳总理的秘密日记”）出版。其内容由他在软禁期间，偷偷送出的一系列录音带上的口述内容整理而成。
  - 中文版《改革历程》2009年5月29日香港新世纪出版社，（ISBN 978-988-17202-7-6）[258]。
  - 台湾版书名为《国家的囚徒：赵紫阳的秘密录音》（ISBN 978-957-13-5052-3）。

### 文集
- 《赵紫阳文集》（共四卷）2016年香港中文大学出版社出版。文集由赵紫阳生前旧部根据原始文献整理编纂，结构上模仿其他中共领导人著作集的体例，收录了赵紫阳1980年至1989年期间的文章、报告、讲话、谈话、信函、批语等，共498篇。
  - 第一卷为1980年1月至1982年12月，（1980年9月起任总理）
  - 第二卷为1983年1月至1984年12月，
  - 第三卷为1985年1月至1986年12月，
  - 第四卷为1987年1月至1989年5月。（任总书记以后）

- 《赵紫阳文集（四川卷）》2019年香港中文大学出版社出版。收录了赵紫阳1975年至1980年在四川工作期间的文章、报告、讲话、谈话、信函、批语等，共75篇。

## 荣誉

### 官方奖勋
- 法國
  -  里尔市金质勋章（1984年6月4日于里尔授予）[259]

### 荣誉市民
- 里尔荣誉市民（1984年6月3日）[259]

## 家庭成员
- 妻子梁伯琪（1918年－2013年12月25日逝世[260]）
- 长子赵大军。妻子王小蔼，儿子赵致远，儿媳朱嘉盈[261][262]，女儿赵可可。
- 次子赵二军。
- 女儿王雁南，原名赵亮，任中国嘉德国际拍卖有限公司总经理。丈夫王志华。[263]
- 三子赵四军。妻子任克英，[264]美银美林中国区主席，任仲夷之女。[265]
- 四子赵五军。

## 身后影响

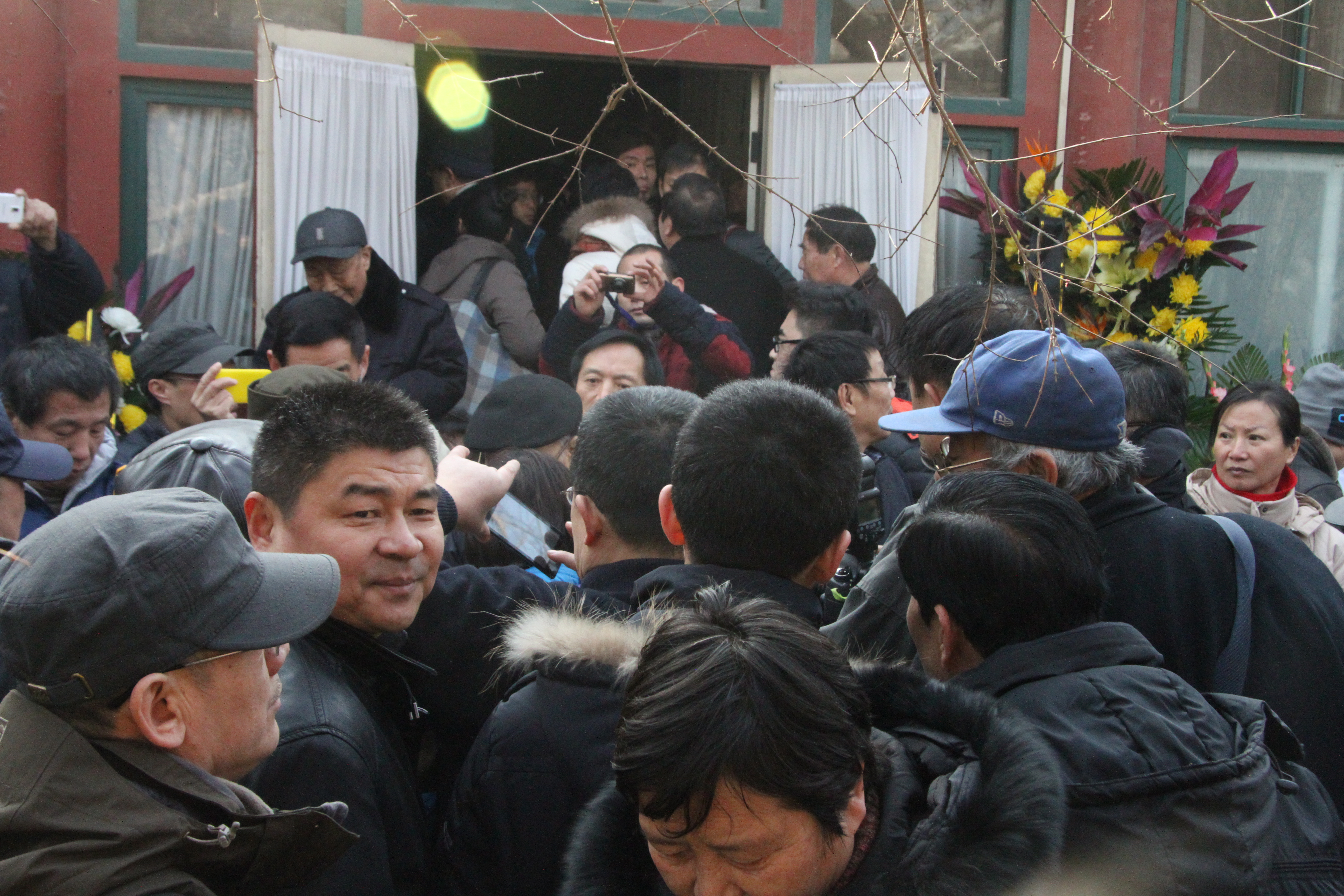
民众在富强胡同6号赵紫阳故居悼念赵紫阳逝世十周年

趙紫陽在中國內地屬忌諱話題。2012年2月20日，百度百科對「趙紫陽」詞條解除屏蔽，詞條簡述了趙的生平和任職、撤職經過，一日內就有兩百多萬人次瀏覽，但該詞條在引起網絡廣泛熱議後再次被刪除。2013年“六四事件”纪念日前夕，百度百科重新出现“赵紫阳”这一词条。
2013年3月，在中央电视台黄金时段播放的电视剧《赵氏孤儿案》中的部分台词如第38集第4分钟“这19年来，每年的某一个日子，总能见到百姓祭奠赵朔大人，在祭奠那些被大人（是指屠岸贾）下令处死的婴儿，大人（是指屠岸贾），你抓也抓了，杀也杀了，可就是禁绝不了；关于赵氏的传言，在市井中口耳相传，传承不断”，引起一些观众无限联想，他们认为这些台词有借古喻今的意味，暗喻「六四事件」被武力杀害的学生和反对武力镇压学生的赵紫阳。
2014年9月9日晚，电视剧《历史转折中的邓小平》播出第39集，在第23分钟的中共十一届五中全会时，剧中出现一个没有标明姓名、职务的人物。但是根据眼镜、面型、发型等特征判断，相信此人正是赵紫阳，赵紫阳的此次“不点名现身”成为内地影视作品首次公开出现赵紫阳的镜头。此后这个人物在第44集和46集还各出现一次，排名紧跟胡耀邦之后。
2015年1月赵紫阳逝世十周年之际，有来自中国多地的民众自发前往赵紫阳的故居。很多赵紫阳的老部下，老干部等也来参加了纪念活动，包括中国国务院前副总理田纪云。
2015年1月17日，中共党报《人民日报》旗下的《环球时报》发表题为《对一些人和事，官方沉默也是态度》的社评，文章开头明确提及赵紫阳逝世十周年的敏感时间背景。并在首段提及赵的秘书鲍彤多年来为其“积极发声”。文章称“不同价值观的人对他（指赵紫阳）的看法是分裂的”。文章也直指中国官方在赵逝世后的很长一段时间内一直避免谈论赵紫阳，但同时又解释称此种沉默也被认为是“一种态度”。文章亦将前中共中央总书记胡耀邦同赵作比较，指官方预定在2015年胡诞辰百年之际举行隆重纪念活动，但对赵紫阳逝世10周年却没有发声。文章又转而分析官方冷处理赵紫阳的动因称，其一在于官方对其的评价稳定，没有调整口径的需要。二是官方担忧对赵紫阳的定调发生变化会引发现实的政治波动。文章称，中国按照赵紫阳曾经反对的政治路径取得了重大的建设成就，以“不争论”政策作为对敏感历史议题的回答。文章同时称，中国官方及社会对待六四事件有了更多成熟和理性，中共官方对赵紫阳的定调也逐渐被社会更广泛地接受。此篇评论也是在赵紫阳逝世10周年之际，官方做出的罕见发声。但总体上并未改变对赵紫阳的态度，只是强调社会的看法更为宽容。该文章被部分门户新闻网站转载，且开放网民评论。网民评论以挺赵、赞颂赵的功绩为主，称颂其为“伟人”、“有良心、有风骨、有道义”、“值得尊重”等等。目前该文章页面已被删除，评论区仍可访问，但评论已经被悉数删除。
2015年11月，中国中央电视台播放的纪录片《胡耀邦》中，将当年《人民日报》头版中赵紫阳的头像抹去，替代为赵紫阳的政敌李先念的头像。同时在《胡耀邦》第五集中，涉及赵紫阳的镜头同样被抹去。德国之声刊文称，篡改过去的一张报纸，从方案提出到精心裁剪、重新制作再到拍摄播放，并非一个人心血来潮的即兴之作，而是一个系统性的造假。在资讯发达的时代，这种造假比过去显得更加天真、愚蠢和虚伪，但它有效地传递了信息，即当局正在对赵紫阳实行“抹除记忆”的刑罚，这种刑罚可以追述到古代埃及和罗马的专制权术。
2019年10月18日，赵紫阳的骨灰被正式安放在北京昌平区民间公墓天寿园，与夫人梁伯琪合葬。据悉，为顺利合葬，赵紫阳的子女向官方承诺仅安排直系后裔出席，以家礼形式进行，多位希望前去参加葬礼的赵紫阳支持者被限制行动，未能成行。
2023年10月21日，万科创始人及董事会名誉主席王石在微博发布视频，庆贺赵紫阳之孙赵致远结婚，王石表示“值此喜庆之时，念起带领我们走出改革之路的紫阳前辈以及他留给我们无尽怀念的八十年代。感喟之情，无以言表。谨向紫阳前辈致以最诚挚的敬意。他的高瞻远瞩，不仅启发了一个时代的国运，更是涵养了历史长河的境界。他的宽厚善良，不仅救助了无数要吃粮的百姓，更把福报留给了自己的裔孙。”该视频后被删除。

### 引用
关于赵紫阳中国知网有大量新闻动态以及文献记载 （页面存档备份，存于）
1. ↑  .   [2021-07-26]. （原始内容存档于2023-01-04）.
2. ↑  . 英国广播公司（BBC）. 2019-10-18  [2019-10-18]. （原始内容存档于2020-03-28） （中文（简体））.
3. 1 2 3 4  . 《中国青年报》. 2005-01-30. （原始内容存档于2021-07-09） （中文）.
4. ↑  吴伟. . 《纽约时报》. 2014-03-18. （原始内容存档于2019-10-31） （中文）.
5. 1 2  赵越胜. . 法国国际广播电台. 2019-05-19. （原始内容存档于2021-08-20） （中文）.
6. ↑  吴伟. . 《纽约时报》. 2014-03-31. （原始内容存档于2021-08-20） （中文）.
7. ↑  吴伟. . 《金融时报》. 2019-10-15. （原始内容存档于2021-09-01） （中文）.
8. ↑  . 美国之音. 2005-01-17. （原始内容存档于2021-09-01） （中文）.
9. ↑  . 中国中央电视台. （原始内容存档于2021-07-27） （中文）.
10. 1 2  . 人民网. （原始内容存档于2020-11-09） （中文）.
11. 1 2  单少杰. . 《纽约时报》. 2019-10-16. （原始内容存档于2021-05-18） （中文）.
12. 1 2 3  宋时轮 主编 (编).  军事II. 北京: 中国大百科全书出版社. 1989: 1274. ISBN 7-5000-0247-5 （中文（简体））.
13. ↑  . 中国青年网. 中国网. 2015-07-16. （原始内容存档于2015-09-22） （中文）.
14. ↑  . 新浪. 新华网. 2015-07-15. （原始内容存档于2020-01-12） （中文）.
15. ↑  . 英国广播公司（BBC）. 2005-01-17. （原始内容存档于2013-10-30） （中文）.
16. ↑  张伟国. . 《争鸣》 (香港: 百家出版社). 2005-02-07. （原始内容存档于2012-11-02）.
17. ↑  . 六四档案转载联合报. 1989-06-15. （原始内容存档于2013-03-17） （中文（臺灣））.
18. ↑  . 自由亚洲电台. 2009-10-18. （原始内容存档于2014-09-05） （中文（简体））.
19. ↑  郭亚飞. 共和国55年大事·一九八九年 （页面存档备份，存于）. 人民网. 2004年09月22日.
20. ↑  . 中国新闻网. 2005-01-17. （原始内容存档于2021-07-27） （中文）.
21. ↑  . 多维新闻网. 2012-02-19. （原始内容存档于2015-07-20） （中文（臺灣））.
22. ↑  . 德国之声. 2019-10-19. （原始内容存档于2021-01-17） （中文）.
23. ↑  趙蔚. . . 中國新聞出版社. 1989年: 4–12.
24. 1 2  《中共滑縣黨委大事記·上篇》第13-15頁
25. ↑  舒暢. . 科華圖書出版公司. 1981年: 24–26.
26. 1 2  趙蔚. . . 中國新聞出版社. 1989年: 14–25.
27. ↑  《中共滑縣黨委大事記·上篇》第22頁
28. ↑  廣州軍區聯合辦公室《情況反映》1967年第19期趙紫陽1967年5月26日與中山大學「革命造反委員會」代表的談話
29. ↑  《中共冀魯豫邊區黨史大事記》第56-57頁
30. 1 2  《中共滑縣黨委大事記·上篇》第27-29頁
31. ↑  《中共滑縣黨委大事記·上篇》第43-45頁
32. ↑  中共滑縣縣委黨史辦公室編，《中共滑縣黨史大事記1925-1987》，上編，第55頁
33. ↑  . 中国改革论坛网. 2011-09-16. （原始内容存档于2014-05-19）.
34. ↑  趙紫陽，《趙紫陽同志1945年春在濱河縣新店會議上的報告》，轉引自赵蔚，《趙紫陽傳》第38頁
35. ↑  趙蔚. . . 中國新聞出版社. 1989年: 33–48.
36. ↑  张明金、刘立勤. . 北京市西城区地安门西大街40号: 解放军文艺出版社. 2010: 265. ISBN 978-7-5033-2252-5.
37. ↑  《中共河南省委大事記》第162-163頁
38. ↑  《中共桐柏線黨史大事記——新民主主義時期》第59-60頁
39. ↑  《八支軍隊戰桐柏》第3-4頁
40. ↑  《中共河南省委大事記》第178頁
41. ↑  张明金、刘立勤. . 北京市西城区地安门西大街40号: 解放军文艺出版社. 2010: 445. ISBN 978-7-5033-2252-5.
42. ↑  趙蔚. . . 中國新聞出版社. 1989年: 49–59.
43. 1 2 3  . 多维历史. 2012-06-25  [2014-08-01]. （原始内容存档于2014-08-12） （中文（简体））.
44. 1 2 3  方方《我的錯誤初步檢討》（1952年7月12日）
45. ↑  中共中央華南分局第三十三次常務會（1951年5月6日）通過的中共廣東省土地改革委員會名單
46. ↑  《趙紫陽關於樂昌縣農運工作致華南分局的報告》（1951年7月20日）
47. 1 2  《葉劍英在華南分局擴大會議上的報告》（1951年6月30日）
48. ↑  趙蔚. . . 中國新聞出版社. 1989年: 60–75.
49. ↑  舒暢. . 科華圖書出版公司. 1981年: 31–34.
50. ↑  《廣東省人民政府佈告》（1953年4月18日）
51. ↑  《人民公社萬歲》第13頁
52. ↑  《毛澤東選集第五卷》第120頁
53. ↑  《新中國紀事1949—1984》第139-140頁
54. ↑  《趙紫陽同志關於今後農村工作安排的發言》（1955年5月24日）
55. ↑  《新中國紀事1949—1984》第153頁
56. ↑  舒暢. . 科華圖書出版公司. 1981年: 37.
57. ↑  趙蔚. . . 中國新聞出版社. 1989年: 76–99.
58. ↑  趙紫陽《在（廣東）全省處理人民群眾來信、來訪工作會議上的報告》（1957年7月13日）
59. ↑  舒暢. . 科華圖書出版公司. 1981年: 39–41.
60. ↑  . 广东省情网.   [2013-10-29]. （原始内容存档于2014-09-24）.
61. ↑  山丁. .  第1版. 广东人民出版社. 1956年8月  [2013-10-29]. （原始内容存档于2014-09-24）.
62. ↑  . 爱思想. 2010-06-01. （原始内容存档于2014-09-24）.
63. ↑  趙紫陽《在廣東省委電視會議上的講話》（1960年2月19日）
64. ↑  . 北京之春. 1997-04-05. （原始内容存档于2014-09-24）.
65. 1 2 3  趙蔚. . . 中國新聞出版社. 1989年: 100–125.
66. ↑  舒暢. . 科華圖書出版公司. 1981年: 38–39.
67. ↑  . 共识网. 2013-04-20. （原始内容存档于2016-06-26）.
68. ↑  《新中國紀事》第281頁
69. ↑  趙紫陽《在廣東省地委第一書記上的講話》（1960年11月11日）
70. ↑  趙紫陽《在中央擴大工作會議廣東組會議上代表廣東省委作的發言》（1962年2月3日）
71. ↑  趙紫陽1969年10月20日對「聯繫產量責任制」作的第二次檢查
72. ↑  中共廣東省委農村工作部《關於徹底建立和健全生產隊的生產責任制問題的意見》（1962年8月22日）
73. ↑  《南方日報》（1968年4月12日）〈陶鑄、趙紫陽合伙販賣的黑貨見鬼去吧！〉
74. ↑  . 苹果日报. 2005-01-18. （原始内容存档于2015-03-19）.
75. ↑  舒暢. . 科華圖書出版公司. 1981年: 41–42.
76. ↑  趙紫陽《關於大批群眾外逃香港問題給各地的電話指示》（1962年5月17日）
77. ↑  齊向陽〈評趙紫陽的所謂「建設社會主義新農村」〉《南方日報》（1968年1月7日）
78. 1 2  曾志. . 《歷史在這里沉思》. 華夏出版社. 1986年.
79. ↑  舒暢. . 科華圖書出版公司. 1981年: 46.
80. ↑  趙蔚. . . 中國新聞出版社. 1989年: 126–150.
81. ↑  《中共廣東省委召開的縣委書記會議簡報》佛山地區第1號（總第9號）1966年8月22日
82. ↑  《中共廣東省委通知》1966年5月9月，粵發（66）18號
83. ↑  《中共廣東省委關於文化大革命若干問題的指示》1966年6月9日，粵發（66）47號
84. ↑  《趙紫陽同志代表中共廣東省委作的檢查》1966年11月4日
85. 1 2  高皋嚴家其. . 天津人民出版社. 1986年9月: 129页–131页.
86. ↑  . 广东省情信息网.   [2012-09-24]. （原始内容存档于2012-11-12） （中文（简体））.
87. ↑  原中共廣東省委秘書長楊應彬1968年10月24日的「交代」
88. 1 2  趙蔚. . . 中國新聞出版社. 1989年: 151–180.
89. ↑  舒暢. . 科華圖書出版公司. 1981年: 42–43.
90. ↑  . 娄底政府网. 2005-01-19. （原始内容存档于2013-10-29） （中文（简体））.
91. 1 2  . 凤凰网. 2012-11-04. （原始内容存档于2014-08-08） （中文（简体））.
92. 1 2 3  . 法国国际广播电台. 2010-01-18. （原始内容存档于2013-12-05） （中文（简体））.
93. 1 2  . 苹果日报. 2005-01-17. （原始内容存档于2014-11-01） （中文（香港））.
94. 1 2  . 六四档案. 2005-02-02. （原始内容存档于2014-08-10） （中文（香港））.
95. 1 2  海克. . 《开放杂志》 (香港: 開放出版社). 2005-02-01, (331期): 38–40页. ISSN 1027-1066. （原始内容存档于2013-05-18）.
96. 1 2 3  Becker, Jasper.  "Zhao Ziyang: Chinese Leader Who 'Came too Late' to Tiananmen Square" 的存檔，存档日期2016-03-03..  The Independent. 2005-01-18. Retrieved 2011-09-18.
97. 1 2  . RFA. 2005-02-07. （原始内容存档于2014-08-08） （中文（简体））.
98. 1 2  . 六四档案. 2004-10-15. （原始内容存档于2014-08-06） （中文（香港））.
99. ↑  . 《獨立報》. 2005-01-18. （原始内容存档于2016-03-03） （英语）.
100. ↑  宋继朝. . . 《中国年鉴》. 1987年. ISBN 9627167061. （原始内容存档于2016-03-04）.
101. ↑  李朝晖. 中国改革25年，谁分享其利？ 的存檔，存档日期2012-03-02.中国报道周刊, 2004年1月
102. ↑  . 香港記者協會. （原始内容存档于2013-10-29） （中文（臺灣））.
103. ↑  "Obituary: Zhao Ziyang" 的存檔，存档日期2012-04-12..  BBC News.  2005年1月17日
104. 1 2
105. 1 2  Yardley, Jim.  "Zhao Ziyang, Chinese Leader Purged for Supporting Tiananmen Protesters, Dies at 85 " 的存檔，存档日期2009-04-16..  《纽约时报》.  2005年1月17日.
106. ↑  . 人民网. 1987-01-16. （原始内容存档于2013-10-29） （中文（简体））.
107. ↑  . 人民网. 2009-03-02. （原始内容存档于2011-11-06） （中文（简体））.
108. ↑  童之伟. . 《炎黄春秋》.   [2019-10-21]. （原始内容存档于2019-08-28） （中文）.
109. ↑  . 多维新闻.   [2019-10-21]. （原始内容存档于2019-04-28）.
110. ↑  吴伟. . 《纽约时报》. 2014-12-15. （原始内容存档于2019-10-21） （中文）.
111. ↑  吴伟. . 《纽约时报》. 2014-03-18. （原始内容存档于2019-10-21） （中文）.
112. 1 2  吴伟. . 香港中文大学. 《领导者》. 2011-12  [2021-07-09]. （原始内容存档于2021-07-09） （中文）.
113. ↑  吴伟. . 《纽约时报》. 2014-08-04. （原始内容存档于2019-10-21） （中文）.
114. 1 2  . 当代中国研究. 1998年. （原始内容存档于2014-07-29） （中文（简体））.
115. ↑  Forney, Matthew, and Jakes, Susan.  "The Prisoner of Conscience: Zhao Ziyang, 1919-2005" 的存檔，存档日期2011-11-13..  《时代周刊》. 2005年1月16日.
116. 1 2  何清涟. . 华夏电子报. 2005-01-20. （原始内容存档于2014-08-10） （中文（简体））.
117. ↑  庞森.  (PDF). 《世界经济与政治》. 2008年,. 中国改革开放30年专辑 (第11期): 第44页至51页. ISSN 1006-9550. （原始内容 (PDF)存档于2014-08-10）.
118. ↑  . 人民网. 2014-04-22. （原始内容存档于2016-03-04） （中文（简体））.
119. ↑  彼得·琼斯［英］、西安·凯维尔. . . 中国经济出版社. 1994年: 第142页. ISBN 9787501724437. （原始内容存档于2014-08-08）.
120. ↑  . 美国之音. 2011-04-12. （原始内容存档于2013-05-24） （中文（简体））.
121. ↑  . 中国全国人大. 2000-12-13. （原始内容存档于2012-09-23） （中文（简体））.
122. ↑   (PDF). 國立政治大學. （原始内容存档 (PDF)于2014-08-08） （中文（臺灣））.
123. ↑  . 老资料网. 人民日报.   [2019-01-21]. （原始内容存档于2019-01-22）.
124. ↑  . 多维新闻. 2012-10-17  [2014-08-01]. （原始内容存档于2014-08-12） （中文（简体））.
125. 1 2 3 4 5 6  . 纽约时报. 2014-07-28. （原始内容存档于2015-02-11） （中文（简体））.
126. 1 2 3 4 5  . 多维新闻网. 2013-10-23  [2013-10-27]. （原始内容存档于2013-10-29）.
127. 1 2  胡平. . 中国人权双周刊.   [2011-12-31]. （原始内容存档于2012-01-21） （中文（简体））.
128. ↑  李鹏. . 澳亞出版有限公司. 2010-06-01. ISBN 9781921815003. （原始内容存档于2013-10-29）.
129. ↑  李鹏. . 澳亞出版有限公司. 2010-06-01. ISBN 9781921815003. （原始内容存档于2013-10-29）.
130. ↑  国务委员、北京市市长陈希同. .
131. 1 2 3 4 5  . 刘晓波. 2007-02-25  [2014-01-11]. （原始内容存档于2014-01-11）.
132. ↑  . 多维新闻网. 2011-03-21  [2012-09-23]. （原始内容存档于2011-09-09） （中文（简体））.
133. ↑  . 香港記者協會. （原始内容存档于2013-10-29） （中文（臺灣））.
134. 1 2  . 美国之音. 2010-08-25. （原始内容存档于2014-10-23）.
135. ↑  . 博讯网. 2005-04-01. （原始内容存档于2013-09-22）.
136. ↑  . 禁书网.   [2017-03-04]. （原始内容存档于2016-03-04）.
137. ↑  ,   [2024-04-04], （原始内容存档于2024-04-04） （中文（中国大陆））
138. ↑   (PDF). 中国政府网. 1989-07-18  [2024-04-04]. （原始内容存档 (PDF)于2022-10-11） （中文（中国大陆））.
139. 1 2 3 4 5 6 7  赵紫阳. . . 新世纪出版社. 2009年: 52-54页. ISBN 9789881720276.
140. 1 2 3  . 六四档案. 1989-06-22. （原始内容存档于2011-05-14） （中文（臺灣））.
141. ↑  . 美国之音. 2012-07-01. （原始内容存档于2012-08-16） （中文（简体））.
142. ↑  . 博讯网. 2013-05-17. （原始内容存档于2014-03-01） （中文（简体））.
143. 1 2  . 美国之音. 2005-04-02. （原始内容存档于2013-05-23） （中文（简体））.
144. ↑  .   [2023-01-23]. （原始内容存档于2023-05-06）.其內容来自YouTube用户freemoren上传的视频“六四前赵紫阳在天安门广场对学生发表讲话完整影像【独家】”
145. ↑  . 新浪香港. 2009-05-30 （中文（臺灣））.[永久]
146. ↑  . 人民网. 1989-06-24. （原始内容存档于2016-03-04） （中文（简体））.
147. ↑  . 人民网. 1989-06-24. （原始内容存档于2012-08-20） （中文（简体））.
148. ↑  . 中国政府网. 2007-08-29. （原始内容存档于2013-07-28） （中文（简体））.
149. ↑  . 美国之音. 2014-06-28. （原始内容存档于2015-09-19） （中文（简体））.
150. ↑  . 人民网. 1992-10-09. （原始内容存档于2013-10-29） （中文（简体））.
151. ↑  . 苹果日报. 2005-01-18. （原始内容存档于2015-03-19）.
152. ↑  . 中華民國國家政策研究基金會. 2012-06-13  [2012-09-23]. （原始内容存档于2012-08-23） （中文（臺灣））.
153. ↑  . 武汉理工大学马克思主义学院. 2013-05-22. （原始内容存档于2013-10-29）.
154. 1 2  . 多维网. 2012-09-17  [2013-05-21]. （原始内容存档于2013-01-03） （中文（简体））.
155. 1 2  . RFI. 2012-10-24. （原始内容存档于2011-04-29） （中文（简体））.
156. ↑  . BBC中文網. 2010-12-16. （原始内容存档于2010-12-19） （中文（简体））.
157. ↑  . RFI. 2012-06-04. （原始内容存档于2011-04-29） （中文（简体））.
158. ↑  汪铮. . 《西南民族大学学报（人文社科版）》 (四川成都). 2004年, (01期). ISSN 1004-3926. （原始内容存档于2016-03-05）.
159. ↑  . 德国之声. 2004-10-19 （中文（简体））.
160. 1 2 3  的基督教趙紫陽，宗鳳鳴. . 開放出版社. 2007. ISBN 9627934208.
161. ↑  . 美国之音.   [2023-04-24]. （原始内容存档于2023-05-07） （中文）.
162. ↑  . : 71–72.
163. ↑  . 独立中文笔会. 2007-02-28. （原始内容存档于2009-05-23） （中文（简体））.
164. ↑  . 苹果日报. 2005-01-18. （原始内容存档于2013-10-31）.
165. ↑  . 美国之音. 2006-05-30. （原始内容存档于2013-06-27） （中文（简体））.
166. ↑  . 苹果日报. 2005-01-12. （原始内容存档于2014-08-08） （中文（香港））.
167. ↑  卢阿德. . BBC中文网. 2005-01-17  [2021-03-12]. （原始内容存档于2020-01-22） （中文（简体））.
168. ↑  . 大纪元. 2005-01-31  [2021-03-12]. （原始内容存档于2005-05-28） （中文（简体））.
169. ↑  . 争鸣. 2010-03-29. （原始内容存档于2014-08-08） （中文（简体））.
170. ↑  . 美国之音.   [2025-07-07].
171. 1 2  . 独立中文笔会. 2008-01-06. （原始内容存档于2013-10-30） （中文（简体））.
172. ↑  . 华夏报. 2006-01-26. （原始内容存档于2016-03-06） （中文（简体））.
173. 1 2  . 新华网. 2005-01-29. （原始内容存档于2017-03-04） （中文（简体））.
174. ↑  . 德国之声. 2005-01-27  [2012-11-07]. （原始内容存档于2020-03-28） （中文（简体））.
175. ↑  . 苹果日报. 2005-01-18. （原始内容存档于2015-03-19）.
176. ↑  . RFA. 2005-01-17. （原始内容存档于2015-03-24） （中文（简体））.
177. ↑  . BBC英文网. 2005-01-18. （原始内容存档于2005-12-12） （英语）.
178. ↑  〈不倒，范徐麗泰〉，Next Magazine，2001年11月15日。
179. ↑  . 华夏报. 2005-01-27. （原始内容存档于2013-10-29） （中文（简体））.
180. ↑  . RFA. 2005-01-18. （原始内容存档于2015-04-04） （中文（简体））.
181. ↑  . BBC中文网. 2005-01-18. （原始内容存档于2013-10-29） （中文（简体））.
182. 1 2 3 4  . 新浪香港. 2005-01-18 （中文（简体））.[永久]
183. 1 2  . 美国之音. 2005-01-16. （原始内容存档于2015-12-22） （中文（简体））.
184. 1 2 3  . 中国人权民运信息网. （原始内容存档于2013-10-29） （中文（简体））.
185. ↑  . 美国之音. 2005-01-16. （原始内容存档于2016-03-05） （中文（简体））.
186. 1 2 3  . 华夏报. 2005-02-03. （原始内容存档于2016-02-04） （中文（简体））.
187. ↑  . 北京之春. 2005-02-28. （原始内容存档于2016-03-04） （中文（简体））.
188. ↑  . BBC中文网. 2005-01-18. （原始内容存档于2013-10-29） （中文（简体））.
189. ↑  . 基督科学箴言报. 2005-02-21. （原始内容存档于2012-10-20） （英语）.
190. ↑  . CBC. 2005-01-21. （原始内容存档于2022-05-31） （英语）.
191. ↑  . The Epoch Times. 2005-01-22. （原始内容存档于2005-04-21） （英语）.
192. ↑  . 博讯网. 2005-04-04. （原始内容存档于2012-11-02） （中文（简体））.
193. ↑  . 大纪元. 2005-01-17. （原始内容存档于2015-09-24） （中文（简体））.
194. ↑  . BBC中文网. 2005-01-18. （原始内容存档于2011-11-11） （中文（简体））.
195. ↑  . 台湾中央社. 2005-01-19. （原始内容存档于2013-10-29） （中文（简体））.
196. ↑  . BBC. 2005-01-24. （原始内容存档于2013-10-29） （中文（简体））.
197. ↑  . 苹果日报. 2005-01-18. （原始内容存档于2015-03-19）.
198. 1 2  . 苹果日报. 2005-01-18. （原始内容存档于2015-03-19）.
199. ↑  . 苹果日报. 2005-01-18. （原始内容存档于2015-03-19）.
200. ↑  . 中国人权民运信息中心. 2005-01-18. （原始内容存档于2015-03-19）.
201. ↑  . 苹果日报. 2005-01-18. （原始内容存档于2015-03-19）.
202. ↑  . 大纪元. 2005-01-17. （原始内容存档于2016-03-04）.
203. ↑  . 多维网. 2012-01-17  [2012-09-24]. （原始内容存档于2012-01-22） （中文（简体））.
204. ↑  北京警方带走组织纪念赵紫阳人士美國之音2006-01-08
205. ↑  . 自由亚洲电台. 2010-04-02  [2010-04-05]. （原始内容存档于2011-08-13）.
206. ↑  . 法国国际广播电台. 2010-04-05  [2010-04-05]. （原始内容存档于2012-01-14）.
207. ↑  . 美國之音. 2011-10-17. （原始内容存档于2012-11-02） （中文（简体））.
208. ↑  . 美國之音. 2012-03-26. （原始内容存档于2013-10-30） （中文（简体））.
209. ↑  . 美国之音. 2012-04-04. （原始内容存档于2013-04-08） （中文（简体））.
210. ↑  . 乌有之乡.   [2023-07-27]. （原始内容存档于2023-07-27）.
211. ↑  . 自由亚洲电台. 2010-06-10  [2023-07-27]. （原始内容存档于2023-07-27）.
212. ↑  赵紫阳低调安葬民间公墓，中国领导人“身后事”仍敏感 （页面存档备份，存于）BBC中文 2019-10-18
213. ↑  前中共領導人趙紫陽骨灰安葬民間公墓 （页面存档备份，存于）纽约时报中文网 2019-10-21
214. ↑  Pan, Philip P.  "Chapter One: The Public Funeral" 的存檔，存档日期2011-07-15..  Out of Mao's Shadow: The Struggle for the Soul of a New China. 2008. Retrieved 20 September 2011.
215. ↑  . discovery.cctv.com.   [2025-03-07].
216. ↑  蔺天子. . 中国汽车报网. 2019-07-23  [2025-03-07] （中文）.
217. ↑  . 3g.china.com.   [2021-07-26]. （原始内容存档于2021-10-31）.
218. ↑  . 美国之音. 2003-10-17. （原始内容存档于2013-10-30） （中文（简体））.
219. ↑  . 多维新闻网. 2011-10-18  [2012-09-24]. （原始内容存档于2013-10-29） （中文（简体））.
220. ↑  . 独立中文笔会. 2008-04-09. （原始内容存档于2013-10-29） （中文（简体））.
221. ↑  . 多维新闻网. 2012-12-06  [2012-12-06]. （原始内容存档于2013-01-09） （中文（简体））.
222. ↑  杜导正. . 香港天地图书公司、台湾印刻文学生活杂志出版有限公司.
223. ↑  .   [2021-07-26]. （原始内容存档于2021-05-24）.
224. ↑  . fuwu.12371.cn.   [2021-07-27]. （原始内容存档于2021-07-27）.
225. ↑  . 1989-08-28  [2015-02-28]. （原始内容存档于2015-11-02） （中文（简体））.
226. ↑  .   [2019-05-12]. （原始内容存档于2018-10-23）.
227. ↑  . 中国网.   [2022-09-01]. （原始内容存档于2022-09-17）.
228. ↑  . 中国人民政治协商会议全国委员会.   [2011-09-28]. （原始内容存档于2021-04-23）.
229. 1 2  . 人民网. 2008-11-24. （原始内容存档于2013-10-29） （中文（简体））.
230. ↑  叶永烈. . 四川人民出版社、华夏出版社. 2013: 325. ISBN 978-7-220-08775-2.
231. ↑  . 美国之音中文网. 2010-01-19  [2010-01-20]. （原始内容存档于2010-05-07）.
232. 1 2  . 美国之音. 2009-06-20. （原始内容存档于2016-03-04） （中文（简体））.
233. ↑  陳一諮、嚴家祺. . 明镜出版社. 2005年2月  [2011-09-26]. ISBN 1932138242. （原始内容存档于2012-10-22）.
234. ↑  .   [2021-07-26]. （原始内容存档于2021-07-26）.
235. ↑  . www.hybsl.cn.   [2021-07-26]. （原始内容存档于2021-07-26）.
236. ↑  . 美国之音. 2012-01-07. （原始内容存档于2012-08-15） （中文（简体））.
237. ↑  . （原始内容存档于2016-04-23）.
238. ↑  . 苹果日报. 2006-01-17  [2013-12-26]. （原始内容存档于2013-12-27）.
239. ↑  . 苹果日报. 2006-01-18  [2013-12-26]. （原始内容存档于2013-12-27）.
240. ↑  . 美国之音. 2005-01-17. （原始内容存档于2013-10-30） （中文（简体））.
241. ↑  . 中国人权民运信息中心. 2005年1月. （原始内容存档于2014-08-08） （中文（简体））.
242. ↑  . 六四档案. 2006-01-16. （原始内容存档于2014-08-19） （中文（臺灣））.
243. ↑  . TVBS. 2005-01-18. （原始内容存档于2013-10-29） （中文（臺灣））.
244. ↑  . 蘋果日報（香港）. 2009年  [2013-05-13]. （原始内容存档于2013-10-29）.
245. ↑  . 亚洲新闻通讯社. 2005-01-22  [2013-06-12]. （原始内容存档于2013-10-29）.
246. ↑  . BBC. 2005-01-19  [2013-06-12]. （原始内容存档于2013-10-29）.
247. ↑  . VOA. 2010-01-17  [2013-05-13]. （原始内容存档于2013-09-22）.
248. ↑  . 香港: 香港中文大学. 2015: 78. ISBN 978-962-996-700-0.
249. ↑  .   [2019-06-04]. （原始内容存档于2019-07-04）.
250. ↑  . 美国国务院. 2005-01-18. （原始内容存档于2011-10-24） （英语）.
251. ↑  . 今日傳媒. 2005-01-19 （中文（简体））.
252. ↑  . 2002-04-23. （原始内容存档于2011-11-08） （中文（简体））.
253. 1 2 3  . 博讯转载美国之音. 2005-01-21. （原始内容存档于2012-11-02） （中文（简体））.
254. ↑  . 中国人权民运信息网. （原始内容存档于2013-10-29） （中文（简体））.
255. ↑  . RFI. 2009-06-02. （原始内容存档于2013-12-04） （中文（简体））.
256. ↑  傅高义. . 冯克利 译. 生活·读书·新知三联书店. 2013: 592. ISBN 978-7-1080-4153-1 （中文（简体））.
257. ↑  上书香港版（香港中文大学出版社2012年），652—654页
258. ↑  《改革歷程》昨面世趙紫陽回憶錄極速售罄 的存檔，存档日期2009-06-01.2009-05-30香港蘋果日報
259. 1 2  . 人民日报. 人民日报社. 1984-06-04.
260. ↑  趙紫陽夫人梁伯琪在北京逝世 的存檔，存档日期2013-12-31.
261. 1 2  .   [2023-10-25]. （原始内容存档于2023-11-01） （中文（简体））.
262. ↑  . www.mingshengbao.com.   [2023-10-25]. （原始内容存档于2023-11-01）.
263. ↑  . 美国之音.   [2017-02-11]. （原始内容存档于2017-02-12） （中文）.
264. ↑  . 美国之音.   [2017-02-11]. （原始内容存档于2017-02-12） （中文）.
265. ↑  . finance.sina.com.cn.   [2017-02-11]. （原始内容存档于2013-05-13）.
266. ↑  . VOA. 2012-02-23  [2012-04-29]. （原始内容存档于2012-03-29）.
267. ↑  . 中央社. 2013-05-05  [2013-05-19]. （原始内容存档于2013-05-07）.
268. ↑  . RFA. 2013-05-03  [2013-05-21]. （原始内容存档于2015-01-28）.
269. ↑  . 多维新闻. 2014-09-10  [2014-09-10]. （原始内容存档于2014-09-18）.
270. ↑  东方. . 美国之音. 2015-01-17  [2015-01-18]. （原始内容存档于2015-01-20）.
271. ↑  . 环球时报. 2015-01-17  [2015-01-24]. （原始内容存档于2015-01-20）.
272. ↑  . 腾讯新闻. 2015-01-17  [2015-01-24]. （原始内容存档于2015-01-28）.
273. ↑  . 法国国际广播电台. 2015-11-23. （原始内容存档于2015-11-25）.
274. ↑  . 自由亚洲电台. 2015-11-23. （原始内容存档于2015-11-24）.
275. ↑  . 朝日新闻. 2015-11-23. （原始内容存档于2015-11-24）.
276. ↑  . 德国之声. 2015-11-23. （原始内容存档于2015-11-23）.
277. ↑  . BBC中文. 2019-10-18  [2019-10-18]. （原始内容存档于2020-03-28）.

## 延伸閱讀
- 《趙紫陽傳》，趙蔚，1989年12月第一版，ISBN 978-962-7281-04-7
- 《赵紫阳传：一位失败改革家的一生》，卢跃刚，印刻文学2019年10月，ISBN 9789863873204
- 《趙紫陽與政治改革》，吳國光，太平洋世紀出版社1997年7月，ISBN 978-962-8274-05-5
- 《我的人生兼與趙紫陽談話的回憶錄：理想·信念·追求》，周成啟，環球實業，ISBN 978-988-97634-4-2
- 《中國改革年代的政治鬥爭》楊繼繩，Excellent Culture Press 2004年11月，ISBN 978-962-675-803-8
- 《趙紫陽與中國改革─紀念趙紫陽》，陳一諮、嚴家祺，明鏡出版社，2005年2月，ISBN 978-1-932138-24-5
- 《年輕時的趙紫陽》，刘守森，太平洋世纪出版社，2006年1月，ISBN 978-962-8274-37-6
- 《赵紫阳软禁中的谈话》宗凤鸣，开放出版社2007年5月，ISBN 978-962-7934-21-9
- 《改革歷程》，鮑樸，新世紀出版社2009年5月，ISBN 978-988-17202-7-6
- 《趙紫陽還說過甚麼》，杜導正，天地圖書2010年1月，ISBN 978-988-219-142-6
- 《赵紫阳在四川》，蔡文彬，新世纪出版社2011年4月，ISBN 978-988-19430-9-5
- 《赵紫阳文集》，香港中文大学出版社2016年
- Prisoner of the State: The Secret Journal of Premier Zhao Ziyang，Simon & Schuster，2009年5月，978-1-439-14938-6（《国家的囚徒》英文版）